# A Barátok közt szereplőinek listája
Ez a szócikk a Barátok közt című televíziós sorozat szereplőit sorolja fel.

## Családok
| Karakter                                                                    | Színész                    | Megjelenés                                                             | Rész | Megjegyzés |
| Berényi család (1998–2021)                                                  | Berényi család (1998–2021) | Berényi család (1998–2021)                                             | Berényi család (1998–2021)                                                                                                 | Berényi család (1998–2021) |
| Berényi Miklós                                                              | Berényi Miklós             | Berényi Miklós                                                         | Berényi Miklós | Berényi Miklós |
| --------------------------------------------------------------------------- | -------------------------- | ---------------------------------------------------------------------- | --- | --- |
| Berényi Miklós                                                              | Szőke Zoltán               | 1998–2019, 2020, 2021                                                  | 1.-9610., 10456. | Zoltán öccse, Attila és Ágnes féltestvére, Nóra és Szentmihályi Zsófi korábbi férje, Szilágyi Andrea volt élettársa, Balázs és Timi édesapja, Egresi Tóni nevelőapja. A Berényi Testvérek Kft. (korábbi nevén Berényi Építőipari Kft.) többségi tulajdonosa, korábbi ügyvezető igazgatója. A sorozat fő gonosztevője, akire jellemző, hogy minden bajt képes túlélni: jég alá lökték, lelőtték, megverték és kómába esett, zuhant le tetőről, rákos lett, és rárobbant egy épület, ami után tolókocsiba került, majd abból fel is kelt. Az utolsó két évadban csak néhány epizódban szerepelt (Szőke Zoltán ugyanis kiszállt a sorozatból). Magára vállalja az általa építtetett gyermekfalu felgyújtását, fiát, Balázst védve, börtönbe vonul, a Berényi Kft. vezetését Nórának adja át (akit ezért negyedszer is feleségül vesz), majd megkéri családtagjait, barátait, hogy többé ne látogassák. A börtönben megverik, majd agyműtéten esik át, ami után kómába kerül. A befejező rész utolsó jelenetében amikor lánya sírva búcsúzna tőle, magához tér: "Miért sírsz, Hercegnőm? Csak nincs itt a világvége?". |
| dr. Balogh Nóra                                                             | Varga Izabella             | 1998–2001, 2002–2021                                                   | 1.-1220., 1530.-3728., 3901., 3964.-10456.                                                                                 | Ügyvéd, Rácz Béla és Szigeti Edit lánya, Rozi féltestvére, Miklós felesége, Timi édesanyja, Egresi Tóni nevelőanyja, Schneider Róbert özvegye. Novák Csaba és Berényi Attila volt élettársa, Attilával már az esküvőt tervezték, amikor kiderült, hogy Attila megcsalta őt Julival. Somogyi Levente élettársa. Mikivel kötött első házassága másnapján Franciaországba szökött, mert nem merte megmondani férjének, hogy nem lehet gyermeke. (A karaktert a sorozatból Varga Izabella terhessége miatt írták ki.) Miklós kérésére újra (negyedszer) hozzámegy feleségül, hogy átvehesse a Berényi Kft. irányítását. Az utolsó részben Levente megkéri a kezét. |
| Berényi Tímea                                                               | Szabó Gréta Barbara        | 2007–2008                                                              | 4090.-4346. | Miklós és Nóra lánya. Svájcban tanult. Háros Kornél üzlettársa, Oszkár volt barátnője, Simon barátnője. |
| Berényi Tímea                                                               | Pekárovics Réka            | 2008–2009                                                              | 4445.-4720. | Miklós és Nóra lánya. Svájcban tanult. Háros Kornél üzlettársa, Oszkár volt barátnője, Simon barátnője. |
| Berényi Tímea                                                               | Rada Klaudia               | 2009–2012                                                              | 4763.-6150. | Miklós és Nóra lánya. Svájcban tanult. Háros Kornél üzlettársa, Oszkár volt barátnője, Simon barátnője. |
| Berényi Tímea                                                               | Jelinek Éva                | 2012–2016                                                              | 6169.-7728. | Miklós és Nóra lánya. Svájcban tanult. Háros Kornél üzlettársa, Oszkár volt barátnője, Simon barátnője. |
| Berényi Tímea                                                               | Pásztor Virág              | 2018–2021                                                              | | Miklós és Nóra lánya. Svájcban tanult. Háros Kornél üzlettársa, Oszkár volt barátnője, Simon barátnője. |
| Berényi (Jenes) Balázs                                                      | Aradi Balázs               | 2010–2014, 2015, 2018–2020, 2021                                       | 5079.-6571., 6646.-6922., 7588.-7632.                                                                                      | Miklós és Szepesi Anikó fia, Timi féltestvére. Van egy fia Vandától, Marci. Zsolt és a problémái miatt egy időre elszökött Bécsbe. Hannával, Vandával és Szonjával is járt. A gyermekfalu felgyújtása miatt letartóztatják, de végül apja vállalja magára a bűnesetet, egy rövid ideig ezért Balázs vezeti a Berényi Kft.-t. Kínába utazott Marcival, miután a kisfiúnál súlyos betegséget diagnosztizáltak. Claudia elintézi, hogy Balázs és Marci visszajöjjön Magyarországra, majd Vandával együtt Amerikába költöznek. |
| Egresi Antal (Tóni)                                                         | Dósa Mátyás                | 2003–2007, 2018                                                        | 2040.-3971., 9123.-9124.                                                                                                   | Utcagyerek, akit Miklós és Nóra fogadott örökbe, majd Noémi barátja lett. Botondtól vett kábítószert, amikor az érettségi vizsgára készült. Fának csapódtak Noémival és az autóbalesetben életét vesztette. A szívét egy műtétre váró fiú, Szloboda Kristóf kapta meg. 2018-ban újra megjelent Miklós gondolataiban a halálközeli élménye során. |
| Egresi Anikó                                                                | Módri Györgyi              | 2007                                                                   | 3739.-3755., 3987.-4004.                                                                                                   | Tóni édesanyja, aki intézetbe adta a fiát. Amikor Tóni nagykorú lett, meglátogatja a fiát a születésnapján, valódi szándéka azonban az, hogy lenyúlja fia életbiztosítását, amit az apja után örökölt. Amikor ez kiderül, Tóni elzavarja, megjelenik Tóni temetésén. |
| Rácz Béla                                                                   | Bezerédi Zoltán            | 2000, 2001, 2002, 2004, 2013–2014                                      | 558.-709., 917., 1215.-1219., 1727.-1730., 2316.-2318., 6724.-6744.                                                        | Nóra és Rozi édesapja, Timi és Lara nagyapja. Nóra anyjával, Edittel osztálytársak voltak. Miután lefeküdtek egymással, Edit apja kirúgatta Bélát a gimnáziumból és elintézte, hogy 2 évre börtönbe kerüljön. Zsolt és Géza belerángatták a pénzhamisítási ügybe, amivel lebuktak. |
| Rácz Rozália                                                                | Rácz Rita                  | 2001, 2002–2003, 2020                                                  | 1215.-1219., 1693.-2003., 9808.-9841.                                                                                      | Béla lánya, Nóra féltestvére, Lara (Renáta) édesanyja. Nóra első esküvőjén tűnik fel először. 2002 és 2003 között időnként feltűnt a sorozatban. Mikor megszületett a lánya Renáta (akkori nevén Sarolta) nem adta örökbe Nórának, inkább visszaköltözött Székesfehérvárra a kicsivel. 2020-ban tűnt fel újra, utána elvonón kezelték. |
| Rácz Sarolta / Rácz Renáta (Lara)                                           | Magyar Laura               | 2003                                                                   | 1995.-2003. | Mindenki Larának szólítja. Rozi lánya, Nóra unokahúga. Timi unokatestvére. Oszkárnak segít, hogy megússza a kirúgást. Később Párizsba költözött tanulni. Születésekor a karakter neve Sarolta volt. |
| Rácz Sarolta / Rácz Renáta (Lara)                                           | Pályi Stefánia             | 2020                                                                   | 9718.-9848. | Mindenki Larának szólítja. Rozi lánya, Nóra unokahúga. Timi unokatestvére. Oszkárnak segít, hogy megússza a kirúgást. Később Párizsba költözött tanulni. Születésekor a karakter neve Sarolta volt. |
| Szigeti Edit                                                                | Máhr Ágnes                 | 2000                                                                   | 490.-510. | Nóra édesanyja, Timi nagyanyja. |
| Berényi András                                                              |                            |                                                                        | | |
| Berényi András                                                              | R. Kárpáti Péter           | 1998–2012, 2013                                                        | 1.-6322., 6331.-6332., 6349.                                                                                               | Zoltán és Miklós fogadott testvére, Zsuzsa korábbi férje, Berényi Júlia férje, Kata, Dániel és Emma édesapja, Bandi nevelőapja. Kiderül, hogy az ő vér szerinti édesapja nem Berényi Géza volt. Hosszú évekig a Berényi Kft. társtulajdonosa és építészmérnöke, a lelkiismeretesség és a becsületesség híve. Az a tény, hogy Bandi apja Zoltán, kis híján tönkretette házasságát Zsuzsával. András egykori évfolyamtársa, Kollár János elszereti tőle Zsuzsát, a házaspár elválik egymástól. András élettársa ezután Illés Júlia lesz, akivel össze is házasodnak, András Júlia gyermekeit a sajátjaként neveli. 2012 végén a szereplőt a producerek kiírták a sorozatból, arra hivatkozva, hogy karaktere „elfáradt” és képtelen már megújulni: egy jótékonysági rendezvényen a Miklós által felbérelt verőemberek összetévesztik Andrást Berényi Attilával, és az üldözői elől egy toronyház tetejére menekülő András véletlenül megcsúszott és a mélybe zuhanva meghalt. Miklós, Juli és Attila emlékeiben még feltűnt halála után.                                                                             |
| Berényi (született: Palotai) Zsuzsa                                         | Csomor Csilla              | 1998–2007, 2008, 2009, 2011, 2012, 2013, 2015                          | 1.-3820., 3921.-3938., 4121.-4526., 4804.-4935., 5742.-5842., 6160.-6202., 6349.-6358., 7348.-7430.                        | András volt felesége, Kata, Dani és Bandi édesanyja, miután megcsalta Andrást Kollár Jánossal, elköltözött a házból. Agydaganatot diagnosztizáltak nála, és Berlinbe utazott kezelésre. |
| Berényi Kata                                                                | Juga Veronika              | 1998–2004, 2005                                                        | 1.-2306., 2921.-2940., 3068.-3074.                                                                                         | András és Zsuzsa elsőszülött lánya, Dani testvére, Emma és Bandi féltestvére. Novák Csaba, majd a nála jóval idősebb Kertész Géza és Szentmihályi György volt barátnője. A Györggyel való szakítása után Londonba költözött, ahol él és dolgozik. Apja halála után nem sokkal megszületik kisfia, Brúnó. |
| Berényi Dániel                                                              | Váradi Zsolt               | 1998–2004, 2005, 2007, 2009, 2010, 2011, 2013                          | 1.-2370., 3134.-3150., 3833.-3870., 4799.-4976., 5131.-5199., 5824.-5828., 6349.-6358.                                     | Berényi András és Zsuzsa másodszülött gyermeke, Kata öccse, Bandi és Emma féltestvére. Kamaszkorában sok zűrbe belekeveredett, majd megkomolyodva ösztöndíjat kapott, így az USA-ban tette le az érettségit, ezt követően pedig felvételt nyert egy denveri egyetemre. Később skizofréniában szenved. Végül pszichiátriára ment, ahol azidő alatt ismerkedett össze barátnőjével, Fruzsinával. Néha visszatért a képernyőre, legutóbb apja temetésekor. |
| Berényi András Zoltán (Bandi)                                               | Mile Tamás Zoltán          | 1999–2004                                                              | 301.-2567. | Zoltán és Zsuzsa fia, Dani, Kata, Ákos és Harmath Gergő féltestvére, András unokaöccse és nevelt fia, akit édesapjának tekint. Egy időre vidékre költözött az anyjával. Építésznek tanul. Újra összejött Lucával, és Londonba költöztek. |
| Berényi András Zoltán (Bandi)                                               | Bereczki Gergő             | 2004–2012, 2013, 2017–2021                                             | 2628.-6202., 6349.-6358.                                                                                                   | Zoltán és Zsuzsa fia, Dani, Kata, Ákos és Harmath Gergő féltestvére, András unokaöccse és nevelt fia, akit édesapjának tekint. Egy időre vidékre költözött az anyjával. Építésznek tanul. Újra összejött Lucával, és Londonba költöztek. |
| Harmathy Emma                                                               | Marenec Fruzsina           | 2004–2009, 2011, 2013                                                  | 2735.-4740., 5824.-5860., 6350.-6358.                                                                                      | Berényi András házasságon kívül született lánya, édesanyja Harmathy Veronika. András és Veronika az egyetemi évek alatt ismerkedtek meg, amikor András már nős volt. Szerelmük gyümölcseként született meg Emma, akiről András tizenöt évig semmit sem tudott. Emma egy ideig nagynénjével, Grétával él, majd Andrásékhoz költözik. Mátyás Ricsi és Szloboda Kristóf volt barátnője. Miután beleszeret Vanda apjába, a nála jóval idősebb Alexbe és viszonyuk miatt botrány tör ki, a férfi pedig faképnél hagyja a lányt, Emma ösztöndíjjal Nizzába költözik tengerbiológiát tanulni. 2011-ben András és Juli esküvőjére hazalátogat, majd 2013-ban ismét hazatért apja temetésére. |
| Nagy Gréta                                                                  | Téli Márta                 | 2004–2006, 2007, 2008                                                  | 2735.-3234., 3881.-3901., 4189.-4191., 4421.-4422.                                                                         | Harmathy Emma nagynénje. Ágotai Attila Grétán keresztül hozzáférkőzik Emma pénzéhez, azonban András megakadályozza ezt. 2008-ban feltűnik, amikor Emma vissza akar hozzá költözni. |
| Berényi Zoltán                                                              |                            |                                                                        | | |
| Berényi Zoltán                                                              | Gáspár Tibor               | 1998, 2005, 2006                                                       | 1.-2., 3213., 3224. | Miklós bátyja, Attila és Ágnes féltestvére, Claudia férje, Ákos, Bandi és Harmath Gergő édesapja, a Berényi Építőipari Kft. alapítója. Már az első részben meghalt, húsz év után az is kiderült, hogy védett tanúként Venezuelában kezdett volna új életet, de erre már nem kerülhetett sor. |
| Berényi (született: Kovács) Claudia                                         | Ábrahám Edit               | 1998–2015, 2016, 2018, 2019–2021                                       | 1.-6838., 6912.-6977., 7226.-7240.                                                                                         | Berényi Zoltán özvegye, Ákos és Juli édesanyja, Vanda, Péter és Máté nagyanyja, Marci dédnagyanyja, Hanna gyámja, Szentmihályi Szilvia nővére, Zsófi nagynénje, Miklós ellensége. A Berényi Kft. egykori résztulajdonosa és ügyvezető igazgatója volt. Előzetes letartóztatásban volt, mert úgy tűnt megmérgezte Zsoltot. Harmadik infarktusa miatt kedvesével, Komlósi Gyulával Olaszországba költözött. A Trinitász Kft. alapító résztulajdonosa. A Berényi Kft. vezetője volt, a céget átadta Julinak, ugyanis Egonnal szeretné élvezni az életet. |
| Berényi Ákos                                                                | Somorjai Tibor             | 1998–2001                                                              | 1.-1149. | Berényi Claudia és Berényi Zoltán egyetlen fia, Harmath Gergő és Bandi féltestvére. Kiírták a sorozatból, egy építkezésen megcsúszott a csöveken és lezuhant. |
| Berényi (korábban Illés) Júlia                                              | Mérai Katalin              | 2007–2008, 2009–2021                                                   | 3755.-4514., 4723.-10456.                                                                                                  | Claudia lánya, Ákos féltestvére, Vanda, Péter és Máté édesanyja, Marci nagyanyja, Alex és Attila volt felesége, András özvegye, Attila élettársa. Claudia tanácsadója a Berényi Kft.-ben, majd átveszi a cég irányítását. Születésekor a Berényi Tímea nevet kapta. |
| Illés Vanda                                                                 | Magda Szilvia              | 2007                                                                   | 3743.-3856. | Júlia és Illés Alex lánya, Peti és Máté nővére, Claudia unokája. Ausztriában volt drogelvonó kúrán, majd egy időre oda költözött. Botond, Szabolcs volt barátnője. Miután kiderül, hogy kezdettől fogva hazudta terhességét elköltözött a házból a nagyapjához, ám előtte a családja mégis megbocsát neki. Marci édesanyja. Egy ideig újra Balázzsal jár, majd Simon menyasszonya volt. Kiköltözött Marcival és Balázzsal Amerikába. |
| Illés Vanda                                                                 | Kardos Eszter              | 2007–2011, 2013, 2014, 2019–2021                                       | 3865.-5516., 5811.-5900., 6348.-6353., 6762.-6832., 6962.-6970.                                                            | Júlia és Illés Alex lánya, Peti és Máté nővére, Claudia unokája. Ausztriában volt drogelvonó kúrán, majd egy időre oda költözött. Botond, Szabolcs volt barátnője. Miután kiderül, hogy kezdettől fogva hazudta terhességét elköltözött a házból a nagyapjához, ám előtte a családja mégis megbocsát neki. Marci édesanyja. Egy ideig újra Balázzsal jár, majd Simon menyasszonya volt. Kiköltözött Marcival és Balázzsal Amerikába. |
| Illés Alex                                                                  | Kocsis Pál                 | 2007–2009, 2012, 2019                                                  | 4018.-4145., 4457.-4720., 6218.-6229.                                                                                      | Júlia volt férje, Emma volt szerelme, Vanda, Péter és Máté édesapja. Egerbe költözött. |
| Illés Péter                                                                 | Barna Zsombor              | 2009–2012                                                              | 4740.-6260. | Júlia és Alex fia, Vanda öccse, Máté bátyja, Marcell nagybátyja. Linda volt barátja. Olaszországba költözött. |
| Illés Péter                                                                 | Kiss Péter Balázs          | 2012–2019                                                              | 6261.-9280. | Júlia és Alex fia, Vanda öccse, Máté bátyja, Marcell nagybátyja. Linda volt barátja. Olaszországba költözött. |
| Illés Máté                                                                  | Csepeli Száva Hanna        | 2009–2010                                                              | 4723.-5110. | Júlia és Alex fia, Vanda és Péter öccse. Szerelmes volt Adélba. Amanda barátja. |
| Illés Máté                                                                  | Kergyó Richárd             | 2010–2012                                                              | 5146.-6118. | Júlia és Alex fia, Vanda és Péter öccse. Szerelmes volt Adélba. Amanda barátja. |
| Illés Máté                                                                  | Puha Kristóf               | 2012–2019                                                              | 6153.- | Júlia és Alex fia, Vanda és Péter öccse. Szerelmes volt Adélba. Amanda barátja. |
| Illés Máté                                                                  | Kiss Lénárd                | 2019–2020                                                              | | Júlia és Alex fia, Vanda és Péter öccse. Szerelmes volt Adélba. Amanda barátja. |
| Illés Máté                                                                  | Csizmadia Máté Noel        | 2020–2021                                                              | | Júlia és Alex fia, Vanda és Péter öccse. Szerelmes volt Adélba. Amanda barátja. |
| Berényi-Illés Marcell                                                       | Lendvai Nónusz             | 2019–2020                                                              | | Vanda és Balázs fia. Juli és Miklós unokája. Claudia dédunokája. Izomsorvadásos betegségben szenved. Kínában kezelték, később Vandával és Balázzsal Amerikába költöztek. |
| Berényi-Illés Marcell                                                       | Samu Benett                | 2021                                                                   | | Vanda és Balázs fia. Juli és Miklós unokája. Claudia dédunokája. Izomsorvadásos betegségben szenved. Kínában kezelték, később Vandával és Balázzsal Amerikába költöztek. |
| Harmath Gergő                                                               | Pesák Ádám                 | 2018–2020                                                              | 8947.-10084. | Berényi Zoltán eltitkolt fia, Harmath Árpád és Lovas Károly nevelt fia, Szonja, Ákos és Bandi féltestvére, Berényi Attila volt ügyfele. Tönkre akarta tenni a Berényieket, a nevelő apjukkal történtek miatt. A végén kiderül, hogy ő maga is Berényi, mert igazi édesapja Berényi Zoltán. Összejött Adéllal, a gyerekfalu leégése után rendőri figyelmeztetésre megrendezi a saját halálát, hogy ne kerüljön gyanúba a gyújtogatás miatt. Majd visszatért, hogy Adélt megmentse. A Berényi Kft.-nél dolgozik. Nagy szerelme Novák Laci unokahúga, Epres Adél, akit feleségül is vesz, majd után együtt utaznak el Thaiföldre. |
| Harmath (Lovas) Szonja                                                      | Bátyai Éva                 | 2018–2021                                                              | 8878.-10456. | Építész a Harmath, majd a Berényi Kft.-nél, Lovas Károly lánya, Harmath Árpád nevelt lánya, Gergő féltestvére, Berényi Miklós volt menyasszonya, Balázs volt barátnője, jelenleg Vince barátnője. Az utolsó részben kiderül, hogy terhes Vincétől, valamint Maja gyerekét is együtt nevelik fel. |
| Harmath Árpád                                                               | Földes Tamás               | 2020–2021                                                              | 10006.-10214. | Harmath Edit bátyja, Szonja és Gergő nevelőapja, Gizi udvarlója. Erőszakos alak. Megverte Gizit, majd lelépett, végül letartóztatták. |
| Lovas Károly                                                                | Katona Gábor               | 2018–2019                                                              | | Ő is a nevelőotthonban nevelkedett. Szonja édesapja. Gergő nevelőapja. Amikor Berényi Zoltán tönkretette üzletileg és megtudta, hogy Gergőnek nem ő a vér szerinti apja, hanem Zoltán, öngyilkos lett. Szonja és Gergő bosszút akartak állni a haláláért a Berényi családon. |
| Selmeczi Vince                                                              | Nagy Péter János           | 2020–2021                                                              | 9719.-10456. | Építész a Berényi Kft.-nél. Ági volt szeretője, Szonja barátja, akitől gyereke fog születni, valamint Maja gyerekét is együtt nevelik fel. |
| Berényi Attila                                                              |                            |                                                                        | | |
| Berényi Attila                                                              | Domokos László             | 2009–2021                                                              | 4630.-10456. | Ágnes édestestvére; Zoltán, Miklós és Bernadett féltestvére, Márta volt férje. Magánnyomozó, pénzügyi tanácsadó. Nórával volt együtt, miközben Julival is viszonyt folytatott. Végül lebuktak, és András halála után összejöttek. Két gyereke van az első házasságából: Zita és Dominik; valamint van még egy lánya, Karolina. |
| Berényi Márta                                                               | Kulcsár Tamara             | 2009, 2011, 2014, 2015                                                 | 4982., 5477.-5559., 6933.-6934., 7278.-7319.                                                                               | Berényi Attila volt felesége, Zita és Dominik édesanyja. |
| Berényi Dominik                                                             | Barcza Ábel                | 2011, 2012                                                             | 5477.-5629., 5934.-5936.                                                                                                   | Attila és Márta fia, Zita testvére. |
| Berényi Zita                                                                | Pertics Villő              | 2014–2015                                                              | 6930.-7319. | Attila és Márta lánya, Dominik testvére. |
| Kovács Karolina                                                             | Nagy Karina                | 2011–2012                                                              | 5640.-5641., 5856.-5918.                                                                                                   | Böbe és Berényi Attila lánya. Balatondévéren dolgozik egy szállodában. |
| Kovács Erzsébet                                                             | Sáfár Anikó                | 2011                                                                   | 5617.-5619., 5872.-5886.                                                                                                   | Berényi Attila nagynénje, akivel egyéjszakás viszonya volt, melyből született a lánya, Karolina. |
| Berényi Ágnes                                                               |                            |                                                                        | | |
| Berényi Ágnes                                                               | Gubík Ági                  | 2014–2017, 2018, 2020                                                  | 7145.- | Attila édestestvére, Zoltán, Miklós és Bernadett féltestvére, Liza édesanyja, Ludwig felesége. Robi mostoha anyja. Ludwig halála után Németországba költözött. |
| Takács Liza                                                                 | Paku Éva Lilla             | 2015–2016                                                              | 7466.-7729. | Ágnes lánya, Ő gyilkolta meg Robit. Ezután rendőrségi őrizetbe, majd pszichiátriára került. 2016 októberében visszatért. Ludwig halála után anyjával Németországba költözött. |
| Takács Liza                                                                 | Podlovics Laura            | 2016–2017                                                              | 8152.-8628. | Ágnes lánya, Ő gyilkolta meg Robit. Ezután rendőrségi őrizetbe, majd pszichiátriára került. 2016 októberében visszatért. Ludwig halála után anyjával Németországba költözött. |
| Schneider Róbert                                                            | Pásztor Tibor              | 2014–2016, 2018                                                        | 7152.-7722., 7781.-7784., 9121.-9125.                                                                                      | Ágnes mostohafia. Ludwig fia, Nóra elhunyt férje. Liza, a mostohatestvére ölte meg. Megjelenik Miklósnak halálközeli álmában. |
| Schneider Ludwig                                                            | Zubornyák Zoltán           | 2015–2017, 2018                                                        | 7615.-8559., 9123.-9124.                                                                                                   | Róbert apja, Ágnes férje. Bosszút forralt Ágnes és Liza ellen, mert meghalt a fia, illetve Tóbiás ellen, mert ellene vallott, Ágnes véletlenül lelőtte, amit nem élt túl. Újra megjelenik Miklósnak halálközeli álmában. |
| Kertész család (1998–2021)                                                  |                            |                                                                        | | |
| Kertész Vilmos                                                              | Várkonyi András            | 1998–2021                                                              | 1.-10456. | Egy ideig pincér a Rózsában, Magdi özvegye, Ildikó, Géza és Mónika édesapja, Tilda, Ricsi, és Berta nagyapja. Bálint nevelőapja. Bözsi mama férje, akivel az utolsó részben átveszik a boltot Lacitól. |
| Kertész Vilmosné (született: Farkas Magdolna)                               | Fodor Zsóka                | 1998–2009, 2010, 2011, 2013, 2018, 2019, 2021                          | 1.-4859., 5286.-5288., 5494.-5510., 6663.-6664., 9123.-9124., 10417.-10420.                                                | Vilmos néhai első felesége, Ildikó, Bálint, Géza és Mónika édesanyja, Tilda, Ricsi, Berta és Botond nagyanyja. Takarítás közben legurult a lépcsőről és meghalt. Elhunyt szellemként néha megjelenik. Illetve 2018-ban Miklós halálközeli álmában, 2019-ben Vili bácsi álmában, 2021-ben különleges epizódokban tűnt fel. |
| Kertész Mónika                                                              | Farkasházi Réka            | 1998–2003, 2004–2005, 2008, 2021                                       | 1.-2290., 2750.-3120., 4267.-4299., 10433.-10437.                                                                          | Vilmos és Magdi néni lánya, Ildikó és Géza testvére, Bálint féltestvére, Botond, Tilda, Ricsi és Berta nagynénje. Kornél anyja. Kapcsolata volt Bartha Zsolttal, Csurgó Istvánnal, Szilágyi Lóránttal és Balassa Imrével is. Brüsszelben él. 2004 végén kerekesszékben ülve tér vissza, mert meg kellett műteni a gerincét. 2021-ben Vili bácsi 80. születésnapján újra feltűnt. |
| Kertész Mónika                                                              | Huszárik Kata              | 2014, 2015                                                             | 7164.-7225., 7484.-7667.                                                                                                   | Vilmos és Magdi néni lánya, Ildikó és Géza testvére, Bálint féltestvére, Botond, Tilda, Ricsi és Berta nagynénje. Kornél anyja. Kapcsolata volt Bartha Zsolttal, Csurgó Istvánnal, Szilágyi Lóránttal és Balassa Imrével is. Brüsszelben él. 2004 végén kerekesszékben ülve tér vissza, mert meg kellett műteni a gerincét. 2021-ben Vili bácsi 80. születésnapján újra feltűnt. |
| Kertész Géza                                                                | Németh Kristóf             | 2000–2012, 2013, 2014, 2015, 2021                                      | 527.-920., 1060.-5107., 5141.-6277., 6393.-6429., 6663.-6664., 7061.-7168., 10433.-10437.                                  | Vilmos és Magdi néni fia, Mónika és Ildikó testvére, Bálint féltestvére, Botond, Tilda és Ricsi nagybátyja. Börtönben volt korábban. Berényi Kata, Szilágyi Andrea, Varga Brigitta, Szentmihályi Zsófi és Fekete Alíz volt párja. Nádor Kinga volt férje. Kinga Ádámtól született kislányának, Magdikának a nevelőapja. Egy ideig pincér a Rózsában. Miután Kingával újra összejöttek, a nevére vette Magdikát, és vidékre költöztek. 2021-ben részt vett Vili bácsi 80. születésnapján. |
| Kertész Géza                                                                | Karalyos Gábor             | 2010                                                                   | 5112.-5139. | Vilmos és Magdi néni fia, Mónika és Ildikó testvére, Bálint féltestvére, Botond, Tilda és Ricsi nagybátyja. Börtönben volt korábban. Berényi Kata, Szilágyi Andrea, Varga Brigitta, Szentmihályi Zsófi és Fekete Alíz volt párja. Nádor Kinga volt férje. Kinga Ádámtól született kislányának, Magdikának a nevelőapja. Egy ideig pincér a Rózsában. Miután Kingával újra összejöttek, a nevére vette Magdikát, és vidékre költöztek. 2021-ben részt vett Vili bácsi 80. születésnapján. |
| Mátyás Tilda                                                                | Erdélyi Tímea              | 2000, 2001–2003                                                        | 725.-729., 925.-1847. | Vili bácsi és Magdi néni unokája. Ildikó lánya. Ricsi nővére. Anyjával mindig rossz volt a kapcsolata, ezért költözött tinédzserkorában Pesten élő nagyszüleihez. Kapcsolata volt Berényi Danival és Balassa Imrével is. Szokolay Albert megerőszakolta, hosszú idő után sikerült feldolgoznia a történteket. Végül összejött Szilágyi Palival, és úgy tűnt, benne megtalálta a számára megfelelő társat. Fiatalon összeházasodtak, azonban a házasságuk csúnya véget ért. Válásuk után összejött Szeibert Erikkel, akivel Szegedre költözött. |
| Mátyás Tilda                                                                | Szabó Erika                | 2003–2009                                                              | 1848.-4656., 4838.-4927.                                                                                                   | Vili bácsi és Magdi néni unokája. Ildikó lánya. Ricsi nővére. Anyjával mindig rossz volt a kapcsolata, ezért költözött tinédzserkorában Pesten élő nagyszüleihez. Kapcsolata volt Berényi Danival és Balassa Imrével is. Szokolay Albert megerőszakolta, hosszú idő után sikerült feldolgoznia a történteket. Végül összejött Szilágyi Palival, és úgy tűnt, benne megtalálta a számára megfelelő társat. Fiatalon összeházasodtak, azonban a házasságuk csúnya véget ért. Válásuk után összejött Szeibert Erikkel, akivel Szegedre költözött. |
| Mátyás (született: Kertész) Ildikó                                          | Janza Kata                 | 2000, 2001, 2002, 2004, 2005, 2007, 2009, 2010, 2014, 2018, 2020, 2021 | 725.-729., 931.-934., 1666.-1698., 2744.-2746., 3066.-3079., 3770.-3780., 4882.-4898., 5041.-5046., 7132.-7168.            | Vilmos és Magdi néni lánya, Géza és Mónika testvére, Bálint féltestvére, Tilda, Ricsi és Berta édesanyja. Pécsen él. Magdi néni temetésén nagy botrányt rendezett. 2020-ban visszatért a sorozatba. A kisboltban dolgozik eladóként. Majd lefekszik Lacival és megzsarolja a férfit, ezután lelép. 2021-ben újra feltűnt Vili bácsi 80. születésnapján. |
| Mátyás Richárd                                                              | Galgóczy Gáspár            | 2004–2007                                                              | 2744.-3780. | Kertész Vilmos és Magdi anyus Pécsen élő unokája, Tilda öccse. Anyja, Ildikó elhanyagolja őt, ezért Ricsi Budapestre költözik. Volt egy patkánya, Zigi, ő az egyetlen barátja. A fiú zárkózottsága miatt eleinte nehezen illeszkedik be az új környezetbe, később sikerül barátokat és szerelmet is találnia, először Noémi, majd Emma mellett. Visszaköltözött az anyjához Pécsre. |
| Kertész Botond                                                              | Hári Richárd               | 2007–2009                                                              | 3749.-4920. | Bálint fia. Szokott kocsikat lopni. Tóni egy ideig a haverja volt, amíg kábítószert adott el neki. Illés Vanda és Bokros Linda volt barátja. Kanadába költözött a vér szerinti nagyapjához, Hegedűs Ernőhöz. |
| Nádor Kinga                                                                 | Som-Balogh Edina           | 2005–2013, 2014, 2015, 2016, 2018, 2021                                | 2796.-6429., 6663.-6664., 6998.-7120., 7461.-7478.                                                                         | Géza volt felesége, pincér a Rózsában, jelenleg élettársa. Magdi néni nagy ellensége, később kibékülnek. Egyéjszakás kalandja volt Vadász Ferivel. Kertész Géza, Balassa Imre, Fekete Szabolcs és Bokros Ádám volt barátnője. Ádámtól született egy kislánya, Magdika. Gézával és a kis Magdikával vidékre költöztek. |
| Nádor Elvira                                                                | Bauer Hédi                 | 2006                                                                   | 3414.-3416., 3624. | Kinga anyja. |
| Nádor Frigyes                                                               | Pálfi Zoltán               | 2006, 2007, 2008, 2009                                                 | 3415.-3416., 3624., 3808., 4474.-4528., 4960.                                                                              | Kinga apja. |
| Farkas Erzsébet                                                             | Várnagy Katalin            | 1999                                                                   | 111.-438. | Magdi nővére, rövid ideig viszonya volt Vili bácsival, ami miatt botrány alakult ki. 2008-ban meghalt. |
| Kertész Kornél                                                              | Somogyi Milán              | 2015                                                                   | 7504.-7624. | Kertész Mónika és Korlay János kisfia. A ház liftjében jön világra, amikor Móni és Miki bennragadnak. |
| Novák család (1998–2021)                                                    |                            |                                                                        | | |
| Novák László                                                                | Tihanyi-Tóth Csaba         | 1998–2021                                                              | 1.-10456. | Juhász Gabi volt barátja, majd Novák Éva, Szabó Csilla, Ferenczy Orsolya és Bokros Gizi volt férje, Csaba apja, Balassa Imre nevelő apja. Adél nagybátyja. Az Orsival való házassága idején 20 milliós adósságba került, futárcégen csalt elszámolása miatt, amitől nagyon sokáig szenvedett. Las Vegasba költözik a befejező részben. |
| Szilágyi (régen Novák, született Balassa) Éva                               | Csapó Virág                | 1998–2003, 2012, 2018                                                  | 33.-2196., 5966.-5972. | Fodrász, az Éva-Szalon tulajdonosa és vezetője, Novák Laci első felesége, Csaba és Szilágyi Annamária anyja, Balassa Imre nevelő anyja. Egy ideig az alkohol rabja volt. Hozzáment Szilágyi Tamáshoz és Szegedre költöztek. 2012-ben Csaba halálakor néhány epizódra visszatért. |
| Novák Csaba                                                                 | Kőváry Tamás               | 1998–2000, 2001, 2003, 2004–2005, 2009, 2012, 2018                     | 1.-616., 1199.-1299., 1850.-2196., 2747.-2762., 4600.-4634., 5950., 9123.-9124.                                            | Novák Laci és Éva fia, Annamária féltestvére, Imre unokatestvére. Kiköltözött Németországba focizni, de később visszajött Magyarországra. 2012-ben autóbalesetben életét vesztette, azonban Miklós halálközeli álmában szellemként megjelenik. |
| Balassa Imre                                                                | Kinizsi Ottó               | 2000–2010, 2012, 2013                                                  | 579.-5378., 5971.-5974., 6350.                                                                                             | Lajos fia, Novák Éva unokaöccse, Laci és Éva nevelt fia, Csaba és Annamária unokatestvére, Zsófi, Mónika, Sztojcsevics Míra, Kinga és Drégely Sára volt barátja, majd Weidner Nikolett vőlegénye lesz. Apja haldoklásának hírére Nikolett-tel és Kamillával Szerbiába, Zentára költözött. 2012-ben Csaba, valamint 2013-ban András temetésén részt vett. |
| Weidner Nikolett                                                            | Kakasy Dóra                | 2008–2010                                                              | 4521.-5378. | Balassa Imre menyasszonya, Kamilla anyja. Kapcsolata volt Berényi Miklóssal és Bencsik Márkkal is. Imrével és Kamillával Szerbiába, Zentára költözött. |
| Weidner Kamilla                                                             | Vörös Kinga                | 2009–2010                                                              | 4743.-5378. | Nikolett lánya. Anyjával és Imrével Szerbiába költözött. |
| Balassa Lajos                                                               | Varga Zoltán               | 2000                                                                   | 788.-853. | Imre édesapja, verte a fiát, aki ezért elmenekült Magyarországra Éváékhoz. Lajos vissza akarta csalni Imrét a vajdasági Zentába, de a fiú átlátott apja mesterkedésein. |
| Szabó Csilla                                                                | Timkó Eszter               | 2000–2002, 2014                                                        | 890.-1405., 7176.-7192. | Novák Laci második felesége, Levente édesanyja. Elköltözött a házból, miután Laci kidobta. |
| Rubicsek Levente                                                            | Vereb Márk                 | 2014                                                                   | 7176.-7193. | Csilla fia. |
| Epres Adél                                                                  | Papp Barbara               | 2019–2020                                                              | | Angoltanár, Novák Laci unokahúga, Irén lánya, Áron volt barátnője. Gergő felesége, akivel Ázsiába költöztek. |
| Szépvölgyi Mária                                                            | Zsurzs Kati                | 2019                                                                   | | Novák Laci és Novák Irén anyja, Csaba nagyanyja, János volt felesége, Vali nővére. Mikor Jancsi meghalt, később újra férjhez ment, és így született Irén. A daganat következtében Japánban hunyt el Laci karjai között. |
| Hoffer család (1998–2002, 2004, 2018)                                       |                            |                                                                        | | |
| Hoffer József                                                               | Körtvélyessy Zsolt         | 1998–2002, 2004, 2018                                                  | 1.-1619., 2595.-2618., 9121.-9125.                                                                                         | Eszter és Misi apja. Művezető, aki felesége halála után egyedül neveli két gyermekét. Konzervatív gondolkodású, szigorú családapa, fia másságát sokáig nem fogadja el, és eleinte lánya modellkedését is rossz szemmel nézi. Új élettársával, Dobi Julival vidékre költözött, miután legyőzte a rákbetegséget. 2018-ban, Berényi Zoltán emléktáblájának avatásán részt vett. |
| Hoffer Mihály                                                               | Halász Gábor               | 1998–2002                                                              | 1.-1758. | Hoffer József legidősebb gyermeke, Eszter bátyja. Misi csendes, szorgalmas fiú. Amikor rájön, hogy a saját neméhez vonzódik, Misit konzervatív gondolkodású apja megtagadja, de később megenyhül és elfogadja fia másságát. Állítólag az ő alakjához köthető a magyar televíziózás történetének első meleg csókja. Misi Szegedre költözött barátjával, Robival. |
| Hoffer Eszter                                                               | Konta Barbara              | 1998–2002                                                              | 1.-1796. | József lánya, Misi testvére, Berényi Ákos és Szilágyi Pali volt barátnője. Lóri volt szeretője, amit Mónika nehezen tudott megbocsátani. Londonba költözött miután állást ajánlottak neki egy divatcégnél. |
| Hoffer Ilona                                                                | Herényi Nikolett           | 2002                                                                   | 1736.-1738. | Hoffer József felesége, Misi és Eszter édesanyja. Az évekkel korábban elhunyt édesanya megjelenik Misi gondolataiban, amikor nem tud dönteni Robi és Luca között. |
| Kozák Luca                                                                  | Fényes Erika               | 1999, 2000, 2002                                                       | 317.-430., 628.-773., 1518.-1737.                                                                                          | Hoffer Misi volt barátnője. Miután Misi szakított vele kiderült, hogy terhes, de a gyerek nem Misitől volt. Később a fiú visszafogadja őt, de ismét szakítanak. |
| Kozákné Mária                                                               | Bárdosi Margit             | 1999                                                                   | 306.-430. | Luca édesanyja. |
| Dobi Júlia                                                                  | Nyertes Zsuzsa             | 2001, 2002                                                             | 1039.-1124., 1590.-1609.                                                                                                   | Hoffer József későbbi felesége, vidékre költöztek. |
| Szántó Róbert                                                               | D. Tóth András             | 2001–2002                                                              | 1327.-1742. | Hoffer Misi párja. Ákos gyerekkori barátja. Egy ideig Claudiánál lakik, végül Szegedre költözik Misivel. |
| Bartha család (1998–2001, 2003–2021)                                        |                            |                                                                        | | |
| Bartha Zsolt                                                                | Rékasi Károly              | 1998–2001, 2003–2015, 2016, 2017–2021                                  | 9.-954., 2290.-7620., 7761.-                                                                                               | A Rózsa tulajdonosa, Krisztián bátyja, Lili nagybátyja és keresztapja, Linda és Oszkár apja. Mónika, Andi, Gizi és Gigi volt párja. Zsófi volt férje. Alíz barátja, akivel el kell menekülniük ellenségei elől. |
| Bartha Krisztián                                                            | Seprenyi László            | 2013–2020                                                              | 6435.-7790. | A Rózsa tulajdonosa, Zsolt öccse, Lili apja, Alíz férje. Korábban Enikővel és Zsófival járt. 2020-ban családja rossz anyagi körülményei miatt visszament katonának Afganisztánba. Mikor hazafelé tartott, a busza egy kamionnal ütközött és életét vesztette. |
| Szilágyi Oszkár                                                             | Z. Lendvai József          | 2010, 2011, 2012, 2013–2014, 2015, 2016                                | 5475.-5476., 5508.-5890., 5997.-6168., 6355.-7133., 7286.-7290., 7533.-7604., 7810.                                        | Bartha Zsolt és Szilágyi Andrea fia. Édesanyjával Németországban, Stuttgartban él. 2018-ban végleg hazatér meglátogatni édesapját. Egy ideig Timivel járt. Rendőrnek tanul. |
| Szilágyi Oszkár                                                             | Gombos Krisztián           | 2018–2021                                                              | | Bartha Zsolt és Szilágyi Andrea fia. Édesanyjával Németországban, Stuttgartban él. 2018-ban végleg hazatér meglátogatni édesapját. Egy ideig Timivel járt. Rendőrnek tanul. |
| Bartha Lili                                                                 | Török Luca                 | 2019                                                                   | | Krisztián és Alíz lánya, Zsolt unokahúga, Tünde unokája, Bözsi dédunokája. |
| Bartha Lili                                                                 | Sávai Zoé                  | 2020                                                                   | | Krisztián és Alíz lánya, Zsolt unokahúga, Tünde unokája, Bözsi dédunokája. |
| Bartha Lili                                                                 | Szivák Soma                | 2021                                                                   | | Krisztián és Alíz lánya, Zsolt unokahúga, Tünde unokája, Bözsi dédunokája. |
| Szilágyi család (2001–2008, 2010, 2011, 2012, 2013, 2014, 2015, 2016, 2018) |                            |                                                                        | | |
| Szilágyi Andrea                                                             | Deutsch Anita              | 2001–2008, 2010, 2011, 2012, 2013, 2014, 2015, 2016, 2018              | 1207.-2766., 3019.-4176., 5475.-5476., 5508.-5722., 5997.-6155., 6413.-6654., 6861.-6864., 7285., 7442.-7443., 7807.-7810. | A Rózsa tulajdonosa, Tamás lánya, Lóránt és Pali testvére, Annamária féltestvére. Kertész Géza, Berényi Miklós, Solymos Márton és Bartha Zsolt volt barátnője. Zsolttól született egy fia, Oszkár. Szegedre, majd Stuttgartba költözött a párjával és fiával. |
| Szilágyi Lóránt                                                             | Magyar Bálint              | 2001–2003                                                              | 1228.-1998. | Zenész, Tamás fia, Andrea és Pali testvére, Annamária féltestvére. Kertész Mónika és Hoffer Eszter volt barátja. Szaxofonozás közben, aneurizmában meghalt. Halálát követően szellemként többször is megjelent apjának, Tamásnak. |
| Szilágyi Pál                                                                | Bruckmann Balázs           | 2001–2008                                                              | 1237.-4290. | Tamás fia, Andrea és Lóránt testvére, Annamária féltestvére. Hoffer Eszter és Petrovics Virág volt barátja, majd Tilda férje lesz. A Tildától való válása után elköltözött a Mátyás Király térről. Novák László egykori futárcégét vezeti. |
| Szilágyi Tamás                                                              | Bognár Zsolt               | 2001–2003, 2004                                                        | 1258.-2196., 2291.-2294., 2528.-2580.                                                                                      | Özvegy vállalkozó, húsfeldolgozó üzemet működtet Szegeden. Andrea, Lóránt, Pali és Annamária édesapja. Feleségül veszi Novák Évát és Szegedre költöznek. |
| Szilágyi Annamária                                                          | Halmos Kamilla Eszter      | 2003, 2004                                                             | 2167.-2196., 2291.-2294., 2470.                                                                                            | Szilágyi Tamás és Éva lánya, Andrea, Lóránt, Pali és Csaba féltestvére, Imre unokatestvére. |
| Szentmihályi család (2002–2017, 2018)                                       |                            |                                                                        | | |
| Szentmihályi Zsófia                                                         | Lékai-Kiss Ramóna          | 2002–2017, 2018                                                        | 1755.- | Szentmihályi Gábor és Szilvia lánya, Giorgio testvére, Claudia unokahúga, Balassa Imre, Radnics Szabolcs, B. Takács Ottó, Kőrösi Csongor, Vadász Ferenc, Szeibert Erik, Somogyi Nándor (Soma), Kertész Géza, Soproni Dávid, Bartha Krisztián és Bokros Ádám volt barátnője, Bartha Zsolt és Miklós volt felesége. Tóbiástól született egy fia, Bence. Kisfiával Rómába költözött. |
| Szentmihályi György (Giorgio)                                               | Gyetván Csaba              | 2002–2005                                                              | 1755.-2776. | Szentmihályi Gábor és Szilvia fia, Zsófi bátyja, Claudia unokaöccse. Egy ideig Tilda és Kata barátja, majd összejön Varga Petrával és Olaszországba költöznek. |
| Szentmihályi Szilvia (Sissy)                                                | Hullan Zsuzsa              | 2002–2004, 2010                                                        | 1755.-2450., 5074.-5108.                                                                                                   | Claudia húga. Zsófi és Giorgio anyja. Két év magyarországi ittléte alatt rendezi viszonyát nővérével, Claudiával, majd visszatér Olaszországba, volt férjéhez. 2010-ben Zsófi és Zsolt esküvőjére hazalátogat. |
| Szentmihályi Gábor                                                          | Forgács Péter              | 2003, 2010                                                             | 1991.-2276., 5074.-5108.                                                                                                   | Sissy férje. Egy ideig Claudia párja. Zsófi és Giorgio apja. Olaszországban él. 2010-ben ő és Szilvia Zsófi és Zsolt esküvőjére hazalátogat. |
| Szentmihályi Dénes                                                          | Újréti László              | 2003                                                                   | 1847.-1969. | Gábor apja. Zsófi és Giorgio nagyapja. |
| Szentmihályi Bence                                                          | Catanzaro Olivér           | 2016                                                                   | 7811.- | Tóbiás és Zsófi közös gyermeke. Zsófival Rómában él. |
| Szentmihályi Bence                                                          | Szivák Bence               | 2017                                                                   | | Tóbiás és Zsófi közös gyermeke. Zsófival Rómában él. |
| Szentmihályi Bence                                                          | Kis Nolen                  | 2018                                                                   | | Tóbiás és Zsófi közös gyermeke. Zsófival Rómában él. |
| Fekete család (2003–2021)                                                   |                            |                                                                        | | |
| dr. Ferenczy Orsolya                                                        | Lóránt Kriszta             | 2003–2011, 2013, 2018, 2020                                            | 2107.-5598., 5717.-5720., 6685.-6712.                                                                                      | Bözsi mama lánya, Temesvári Levente és Novák Laci volt felesége, Noémi édesanyja, Tünde testvére. A drogfüggő Csaba pszichiátere, Szabi nagynénje. A Lacitól való válása után új barátjával, Bencsik Márkkal Új-Zélandra költözött. 2018-ban Alíz és Krisztián esküvőjén megjelent. Majd 2020-ban videóchatel Tündével. |
| Temesvári Noémi                                                             | Csifó Dorina               | 2003–2008, 2018                                                        | 2144.-4286. | Ferenczy Orsolya lánya, Bözsi mama unokája, Vermes Tibor lánya, Temesvári Levente nevelt lánya, Mátyás Ricsi és Egresi Tóni volt barátnője. Ő okozta a végzetes autóbalesetet, amikor csókolóztak és elvonta Tóni figyelmét a vezetéstől. Nehezen tudja feldolgozni Tóni halálát, főként miután kiderül, hogy Emma Szloboda Kristóffal jár, aki Tóni szívét kapta. Emiatt züllött életmódba kezd. Édesanyja, Orsi javaslatára Írországba költözik, hogy ott kezeljék, ahonnan teljesen gyógyultan tér vissza. Nikolett kislánya, Kamilla majdnem meghalt miatta, Amerikába költözött az igazi apjához, ahol tanul és dolgozik. 2018-ban részt vett Krisztián és Alíz esküvőjén. |
| Temesvári Noémi                                                             | Gonda Kata                 | 2008–2009                                                              | 4331.-4760. | Ferenczy Orsolya lánya, Bözsi mama unokája, Vermes Tibor lánya, Temesvári Levente nevelt lánya, Mátyás Ricsi és Egresi Tóni volt barátnője. Ő okozta a végzetes autóbalesetet, amikor csókolóztak és elvonta Tóni figyelmét a vezetéstől. Nehezen tudja feldolgozni Tóni halálát, főként miután kiderül, hogy Emma Szloboda Kristóffal jár, aki Tóni szívét kapta. Emiatt züllött életmódba kezd. Édesanyja, Orsi javaslatára Írországba költözik, hogy ott kezeljék, ahonnan teljesen gyógyultan tér vissza. Nikolett kislánya, Kamilla majdnem meghalt miatta, Amerikába költözött az igazi apjához, ahol tanul és dolgozik. 2018-ban részt vett Krisztián és Alíz esküvőjén. |
| Temesvári Levente                                                           | Janik László               | 2003, 2004, 2005–2006                                                  | 2109.-2229., 2353.-2354., 2578., 3153.-3255.                                                                               | Ferenczy Orsolya volt férje, Temesvári Noémi nevelőapja. Szét akarta választani Lacit és Orsit, ami majdnem sikerült neki. |
| Temesvári Margit (Gitta)                                                    | Venczel Vera               | 2005, 2007, 2008                                                       | 3028.-3094., 3861.-3880., 4402.-4404.                                                                                      | Orsi Alzheimer-kóros volt anyósa. |
| Vermes Tibor                                                                | Albert Péter               | 2008                                                                   | 4434.-4564. | Temesvári Noémi biológiai apja. |
| Fekete Tünde                                                                | Simorjay Emese             | 2009, 2014, 2018                                                       | 4996.-5024., 7027.-7030.                                                                                                   | Bözsi mama lánya, Orsolya nővére, Szabi és Alíz édesanyja, Luca és Lili nagyanyja. 2014-ben feltűnt Szabi, majd 2018-ban Alíz esküvőjén. 2020-ban visszatér és beköltözik Vili bácsiékhoz, hogy átvegye Bözsi helyét, amíg Bözsi szanatóriumban van, de végül hosszabb időre maradt. |
| Fekete Tünde                                                                | Murányi Tünde              | 2020–2021                                                              | | Bözsi mama lánya, Orsolya nővére, Szabi és Alíz édesanyja, Luca és Lili nagyanyja. 2014-ben feltűnt Szabi, majd 2018-ban Alíz esküvőjén. 2020-ban visszatér és beköltözik Vili bácsiékhoz, hogy átvegye Bözsi helyét, amíg Bözsi szanatóriumban van, de végül hosszabb időre maradt. |
| Fekete Szabolcs                                                             | Bozsek Márk                | 2009–2014, 2015                                                        | 4899.-6426., 6570.-7100., 7390.-7396.                                                                                      | Tünde fia, Alíz öccse, Orsi unokaöccse, pincér a Rózsában, Bözsi mama unokája. Vanda és Kinga volt barátja. Barátnőjével, Annával elutazott. |
| Fekete Alíz                                                                 | Nagy Alexandra             | 2011–2021                                                              | 5648.-7539., 7638.-10456.                                                                                                  | Tünde lánya, Bözsi mama unokája, Szabi nővére, Luca és Lili édesanyja, Géza, Ádám és Rudi volt barátnője, Bartha Krisztián menyasszonya, felesége, végül özvegye, rövid ideig Asztalos Kristóf felesége. Zsolt barátnője. Krisztián halála után övé lesz a Rózsa, de végül eladja Giginek meg Olivérnek. Az utolsó részben Zsolttal elmenekülnek külföldre, Zsolt ellenségei miatt. |
| Fekete Luca                                                                 | Koller Virág               | 2011–2019                                                              | 5648.- | Medve Tibor és Alíz lánya, Tünde unokája, Bözsi dédunokája, Bandi exbarátnője, majd egy ideig Csongorral járt. Kiderült egy vizsgálaton, hogy terhes, de a babának nem volt szívhangja. Kornél volt barátnője. Bandival újra összejönnek és Londonba költöznek. |
| Fekete Luca                                                                 | Truckenbrod Fanni          | 2019–2021                                                              | | Medve Tibor és Alíz lánya, Tünde unokája, Bözsi dédunokája, Bandi exbarátnője, majd egy ideig Csongorral járt. Kiderült egy vizsgálaton, hogy terhes, de a babának nem volt szívhangja. Kornél volt barátnője. Bandival újra összejönnek és Londonba költöznek. |
| Kertész Vilmosné (Fekete, szül.: Bátay Erzsébet)                            | Szilágyi Zsuzsa            | 2012–2021                                                              | 5988.-10456. | Orsi és Tünde édesanyja, Szabi és Alíz nagyanyja, Luca és Lili dédanyja, Kertész Vilmos második felesége. |
| Medve Tibor                                                                 | Bánvölgyi Tamás            | 2014, 2015                                                             | 7133.-7172., 7506.- | Luca apja. |
| Varga család (2004–2005)                                                    |                            |                                                                        | | |
| Varga Petra                                                                 | Németh Franciska           | 2004–2005                                                              | 2301.-2776. | Brigitta húga, Dobrovics Roland volt barátja. Párjával, Szentmihályi Gyurival Olaszországba költöztek. |
| Varga Brigitta                                                              | Kántor Zsuzsa              | 2004                                                                   | 2339.-2696. | Petra nővére, Kertész Géza volt barátnője. Meghalt, amikor óvatlansága miatt egy liftaknába zuhant. |
| Dobrovics Roland                                                            | Bánszki László             | 2004                                                                   | 2301.-2334. | Varga Petra volt barátja. |
| Torday Dezső                                                                | Róbert Gábor               | 2004                                                                   | 2501.-2581. | Varga Brigi volt barátja. Vissza akarta csábítani magához Brigit, ami majdnem sikerült neki. |
| Varga Viktória                                                              | Molnár Erika               | 2004                                                                   | 2717.-2721. | Brigi és Petra édesanyja, Brigi halála utáni megemlékezésre jön fel Budapestre. |
| Varga Mátyás                                                                | Matus György               | 2004                                                                   | 2717.-2721. | Brigi és Petra édesapja, Brigi halála utáni megemlékezésre jön fel Budapestre. |
| Vadász család (2005–2006)                                                   |                            |                                                                        | | |
| Vadász Károly                                                               | Bartus Gyula               | 2005                                                                   | 2819.-2834., 3167.-3168.                                                                                                   | Bosszút akar állni Orsin, ezért fogva tartja Imit és Magdit. |
| Vadász Ferenc                                                               | Sárosi Gábor Áron          | 2005–2006                                                              | 2859.-3312. | Asztalos, Vadász Károly fia, azért érkezik a házba, hogy jóvá tegye apja tettét. Egy ideig Kinga, majd Zsófi barátja. Miután megütötte Zsófit, elköltözött a házból. |
| Vadász Aranka                                                               | Juhász Róza                | 2005                                                                   | 2931.-3145. | Vadász Feri édesanyja. |
| Vadász Sarolta                                                              | Sárai Szabina Szonja       | 2005                                                                   | 2961.-2964., 3135.-3145.                                                                                                   | Vadász Feri kishúga. |
| Vadász Tamás                                                                | Szabados Sámuel            | 2005                                                                   | 2961.-2964. | Vadász Feri kisöccse. |
| Hamvasné Vadász Aranka                                                      | Pálos Zsuzsa               | 2006                                                                   | 3305.-3306. | Vadász Feri nagymamája. Pénzt szeretne kérni az unokájától, ami szakításba torkolló veszekedést generál Zsófi és Feri között. |
| Bokros család (2008–2021)                                                   |                            |                                                                        | | |
| Novák Lászlóné (született: Bokros Gizella)                                  | Gyebnár Csekka             | 2008, 2009–2021                                                        | 4428.-4464., 4731.-10456.                                                                                                  | Zsolt volt szeretője, Vili bácsi, Novák Laci és Harmath Árpád volt élettársa, majd Laci negyedik felesége, (már elváltak) Linda édesanyja, Mátyás húga, Ádám nagynénje. Az utolsó részben Londonba költözött Lindáékhoz. |
| Bokros Linda                                                                | Opitz Petra                | 2008–2009                                                              | 4408.-5026. | Bartha Zsolt és Bokros Gizella lánya, Mátyás unokahúga, Oszkár féltestvére, Ádám és Lili unokatestvére, Kertész Botond, Illés Péter és Cheng volt barátnője. Amikor Balázs visszatért a halálból, elhatározza, hogy zárdába vonul, és apáca lesz. A rendből kilépve Peruba, majd Londonba költözött, ahol kislánya született. |
| Bokros Linda                                                                | Szabó Kitti                | 2010–2012                                                              | 5036.-6320. | Bartha Zsolt és Bokros Gizella lánya, Mátyás unokahúga, Oszkár féltestvére, Ádám és Lili unokatestvére, Kertész Botond, Illés Péter és Cheng volt barátnője. Amikor Balázs visszatért a halálból, elhatározza, hogy zárdába vonul, és apáca lesz. A rendből kilépve Peruba, majd Londonba költözött, ahol kislánya született. |
| Bokros Linda                                                                | Munkácsy Kata              | 2013–2014, 2015                                                        | 6323.-6922., 7618. | Bartha Zsolt és Bokros Gizella lánya, Mátyás unokahúga, Oszkár féltestvére, Ádám és Lili unokatestvére, Kertész Botond, Illés Péter és Cheng volt barátnője. Amikor Balázs visszatért a halálból, elhatározza, hogy zárdába vonul, és apáca lesz. A rendből kilépve Peruba, majd Londonba költözött, ahol kislánya született. |
| Bokros Ádám                                                                 | Solti Ádám                 | 2011–2019                                                              | 5670.- | Mátyás fia, Gizella unokaöccse, Linda unokatestvére, Alíz, Holman Hanna és Nóra volt barátja. Egy ideig Nádor Kinga barátja. Ebből a kapcsolatából született egy kislánya, Magdika, akit Kinga Gézával nevel. Zsófival és Veintraub Gigivel is járt. Kiköltözött Afganisztánba fotózni. Géza és Kinga említése szerint visszatért és Magdika életében szeretne nagyobb szerepet kapni. |
| Bokros Mátyás                                                               | Rátóti Zoltán              | 2012, 2013                                                             | 6086.-6120., 6360.-6395.                                                                                                   | Ádám édesapja és Gizi bátyja. Világ körüli úton van. |
| Holman család (2009–2018)                                                   |                            |                                                                        | | |
| Holman Valter                                                               | Kárpáti Levente            | 2009, 2010–2011                                                        | 4745.-4968., 5326.-5500.                                                                                                   | Hanna édesapja, Claudia egykori szerelme és Bartha Zsolt bűntársa. Betegségben elhunyt. |
| Holman Hanna                                                                | Nyári Diána                | 2010–2018                                                              | 5359.- | Holman Valter és Rita lánya, Berényi Claudia nevelt lánya, Berényi Balázs, Illés Péter és Bokros Ádám volt barátnője. Péternek egy ideig a menyasszonya. Balesete után tolókocsiba került, Olaszországba utazott Claudiával, hogy ott kezeljék. |
| Holman Rita                                                                 | Bognár Gyöngyvér           | 2012, 2015                                                             | 5930.-6000., 7538.-7607.                                                                                                   | Hanna édesanyja, Vadkerti Zsombor bűntársa. |
| Szabó család (2013–2015)                                                    |                            |                                                                        | | |
| Szabó Tekla                                                                 | Danyi Judit                | 2013, 2014                                                             | 6478., 6547.-6733., 6843.-7020.                                                                                            | A Szabó ikrek édesanyja, Enikő nővére. Betegségben elhunyt. |
| Szabó Botond                                                                | Németh Norbert             | 2013–2014                                                              | 6443.-7054. | Enikő unokaöccse, Kende ikertestvére. |
| Szabó Kende                                                                 | Németh Gergő               | 2013–2014                                                              | 6443.-7054. | Botond ikertestvére, Enikő unokaöccse. |
| Szabó Marcell                                                               | Hegedűs Miklós             | 2014                                                                   | 6844.-7021. | Tekla volt férje, az ikrek édesapja. Enikő azzal vádolta, hogy megerőszakolta. |
| Bárány Enikő                                                                | Pataki Szilvia             | 2013–2015                                                              | 6478.-7394. | A Szabó ikrek nagynénje. Mérgezte Krisztiánt, majd miután ez kiderült, kirabolta Zsoltot és eltűnt a házból. |
| Szabó Jolán                                                                 | Kerekes Valéria            | 2011                                                                   | 5872.-5896. | Szabó ikrek nagymamája, vidéken lakik. |
| Mórocz család (2016-2019)                                                   |                            |                                                                        | | |
| dr. Mórocz Emília                                                           | Sztárek Andrea             | 2016–2018                                                              | 7761.- | Iván özvegye. Zsolt pszichológusa volt a börtönben. Illetve Nóra pszichológusa is volt Róbert halála után. Lányával, Natasával és édesanyjával, Irmával a Mátyás király térre költöztek. 2018-ban Kanadába, Montreálba költözött. |
| Kővári Natasa                                                               | Mezei Léda                 | 2016–2019                                                              | 7790.- | Emília és Iván lánya. Édesanyjához hasonlóan ő is pszichológusnak készült. Kapcsolata volt Illés Péterrel, majd Vida Rudi párja volt egészen a férfi haláláig. Kanadába költözött tanulmányait befejezni. |
| dr. Gál Irma                                                                | Borbáth Ottília            | 2016–2018                                                              | | Emília édesanyja, nyugdíjas belgyógyász, Natasa nagyanyja. Világ körüli útra ment, Rudi temetésére azonban visszatért, hogy támogassa unokáját. |
| Markovics Milán                                                             | Venczli Alex               | 2016–2018                                                              | | Emília unokaöccse, Luca volt barátja. Afrikába utazott az édesanyjához. |
| Szegő Gréta                                                                 | Farkas Viktória            | 2018                                                                   | | Milán édesanyja. |
| Asztalos család (2016–2018)                                                 |                            |                                                                        | | |
| Asztalos Kristóf                                                            | Hajnal János               | 2016–2018                                                              | | Tóbiás barátja, Alíz névleges férje. Eredetileg tűzoltó volt, majd testvérével, Sárival a családi csokigyárat vezeti. Tóbiással Párizsba költöznek. |
| Asztalos Sári                                                               | Kovács Dézi                | 2017–2018                                                              | | Kristóf testvére. Eleinte Kristófot akarja kiforgatni az örökségből, végül a két testvér kibékül, és átveszik a családi csokigyárat. |
| Asztalos Frédi                                                              | Incze József               | 2017                                                                   | | Kristóf és Sári édesapja. Szívbetegségben meghalt. |
| Nagy Tóbiás                                                                 | Józan László               | 2013–2018                                                              | 6677.-6748., 6944.- | Zsófi üzlettársa és volt homoszexuális barátja, Bence édesapja, Kristóf szerelme és élettársa. Kristóffal Párizsba költöznek. |
| Pécsi Margó                                                                 | Antal Olga                 | 2014, 2015, 2016                                                       | 7059.-7064., 7283.-7648., 7794.-                                                                                           | Tóbiás édesanyja. |
| Huszti család (2017)                                                        |                            |                                                                        | | |
| dr. Huszti Ábel                                                             | Rancsó Rezső               | 2017                                                                   | | Ügyvéd, Mirkó és Laura édesapja. Egy ideig Nórával járt. Anett-tel válófélben vannak. |
| Fábián Anett                                                                | Varga Szilvia              | 2017                                                                   | | Bíró, Mirkó és Laura anyja. Ábellel válófélben vannak. |
| Huszti Mirkó                                                                | Vitó Zsombor               | 2017                                                                   | | Anett és Ábel fia, Laura testvére. |
| Huszti Laura                                                                | Kovács Vanessza Anna       | 2017                                                                   | | Anett és Ábel lánya, Mirkó testvére. Egy ideig Bandival járt. |
| Somogyi család (2019–2021)                                                  |                            |                                                                        | | |
| Somogyi Levente                                                             | Karalyos Gábor             | 2019–2021                                                              | | Történelemtanár. Egy ideig iskolaigazgató volt, majd távozott és Simon bicikli szervizében kezdett el dolgozni. Evelin fia, Simon testvére, Eszter volt barátja, Nóra élettársa. Timi volt tanára, majd nevelőapja. Egy ideig Ugandában dolgozott, az utolsó részben megkéri Nóra kezét. |
| Somogyi Simon                                                               | Tóth Károly                | 2019–2021                                                              | | Autószerelő, Levente testvére, Evelin fia, Vanda volt vőlegénye. Később nyitott egy bicikli szervizt. Timi barátja. |
| Somogyiné Bányai Evelin                                                     | Sára Bernadette            | 2019, 2020                                                             | | Levente és Simon édesanyja. |
| Várhegyi család (2019–2021)                                                 |                            |                                                                        | | |
| Várhegyi Olivér                                                             | Szabó Máté                 | 2019–2021                                                              | | Szakács a Rózsában. Panni apja. Klára fia. Beépített rendőr, Zsoltot és Ilonát akarta lebuktatni, de később leszerelt. Gigi férje. A Rózsa tulajdonosa. Az utolsó részben összeházasodnak Gigivel. |
| Várhegyi Panni                                                              | Jakab Ada                  | 2019–2021                                                              | | Olivér lánya, Klára unokája, Gigi nevelt lánya. |
| Várhegyi Klára                                                              | Bánfalvy Ágnes             | 2020, 2021                                                             | | Olivér édesanyja, Panni nagyanyja. |
| Veintraub (született: Kokas) Georgina                                       | Görgényi Fruzsina          | 2016–2021                                                              | | Kiss Judit lánya. Egykori prostituált Ludwig Red Dahlia szervezeténél. Veintraub Tamás felesége, majd özvegye. Egy ideig Bokros Ádám barátnője. Zsolt barátnője is volt, de Zsolt piszkos ügyei miatt szakítanak és újból Ádám barátnője lesz. Miután Ádám kiment Afganisztánba, szakítottak (Zsolt miatt). Barcelonában tanult, ám hazajött. A Rózsa tulajdonosa. Az utolsó részben összeházasodnak Olivérrel. |
| Szekeres család (2020–2021)                                                 |                            |                                                                        | | |
| Szekeres Dorka                                                              | Litauszky Lilla            | 2020–2021                                                              | | Szekeres György és Szekeres Edina lánya. Eszter pártfogoltja, Hédi barátnője. |
| Szekeres György                                                             | Lecső Péter                | 2021                                                                   | | Asztalos, Dorka édesapja, Edina férje. |
| Szekeres Edina                                                              | Kovács Zsuzsanna           | 2021                                                                   | | Dorka édesanyja, Gyuri felesége. |
| Almássy Hédi                                                                | Mikecz Estilla             | 2021                                                                   | | Dorka barátnője. |

## További szereplők
(A karakter első megjelenése szerinti sorrendben.) 
| Karakter                      | Színész                  | Megjelenés                  | Rész                                                       | Megjegyzés |
| ----------------------------- | ------------------------ | --------------------------- | ---------------------------------------------------------- | --- |
| Juhász Gabriella              | Pető Fanni               | 1998–1999                   | 1.-457.                                                    | A Rózsa Bisztró első üzletvezetője, Novák Laci volt barátnője, Berényi Bandi keresztanyja. Miután kiderült hogy meddő, elrabolta az akkor még csecsemő Bandikát. Úgy érezte, mindenki ellene fordult, ezért szégyenében elköltözött a házból, és egy árvaházban kezdett el dolgozni. Évekkel később, miután az árvaházból egy félreértés miatt elküldték, ismét felbukkant a Mátyás király téren. 2013-ban András temetésére, majd 2016-ban rövid időre újra visszatért, hogy segítsen elintézni Lacinak és Gizinek Stella örökbefogadását. |
| Juhász Gabriella              | Peller Anna              | 2011–2012, 2013, 2016       | 5737.-6174., 6294., 6349.-6354., 8012.                     | A Rózsa Bisztró első üzletvezetője, Novák Laci volt barátnője, Berényi Bandi keresztanyja. Miután kiderült hogy meddő, elrabolta az akkor még csecsemő Bandikát. Úgy érezte, mindenki ellene fordult, ezért szégyenében elköltözött a házból, és egy árvaházban kezdett el dolgozni. Évekkel később, miután az árvaházból egy félreértés miatt elküldték, ismét felbukkant a Mátyás király téren. 2013-ban András temetésére, majd 2016-ban rövid időre újra visszatért, hogy segítsen elintézni Lacinak és Gizinek Stella örökbefogadását. |
| Csurgó István                 | Kiss Zoltán              | 1998–2001, 2007, 2018       | 1.-925., 3680.-3727., 9185.                                | Berényi Zoltán sofőrje és bizalmasa volt. Mónika volt barátja. Elege lett a Berényi családból és vidékre költözött. |
| Marosi Krisztina              | Ullmann Mónika           | 1998–2000                   | 5.-796.                                                    | Berényi Zoltán barátnője, majd Berényi Miklóssal él együtt, akitől teherbe esett, de el akarta vetetni a gyereket. Bár végül meggondolta magát, egy baleset következtében mégis elvetélt. Rövid románca volt Andrással is. Juhász Gabi távozása után ő lett a Rózsa Bisztró üzletvezetője, amíg el nem költözött a házból. |
| Nagy Ferenc                   | Salinger Gábor           | 1998–1999                   | 8.-328.                                                    | Ellenérdekelt építési vállalkozó, a család őt okolja Berényi Zoltán haláláért. Merénylet végzett vele: Sági Rita robbantja fel őt, az autójával együtt. |
| Németh Tamás (Fúrió)          | Csilling Tibor           | 1998–2000                   | 9.-591.                                                    | Bartha Zsolt (verő) embere. |
| dr. Fenyvessy Sándor          | Oberfrank Pál            | 1998–1999, 2001             | 17.-467., 1065.-1224., 1360.-1368.                         | Simlis ügyvéd, Berényi Claudia volt párja. Miután lehúzta Claudiát több százmillió forinttal lelépett, majd visszatért. Ő okozta Berényi Ákos balesetét. Börtönben ül, miután Miklóstól pénzt csalt ki Nóráért cserébe. |
| Adrienne                      | Veres Veronika           | 1999                        | 125.-144.                                                  | Prostituált, Csabával került kapcsolatba. |
| Timi                          | Szűcs Kinga              | 1999                        | 125.-146.                                                  | Prostituált, Lacival került kapcsolatba. |
| Szabó Yvette                  | Zoltán Erika             | 1999                        | 160.-179.                                                  | A Rózsa Bisztró üzletvezetője, Gabit helyettesítette az eltűnése alatt. Le akart feküdni Zsolttal. |
| Sági Rita                     | Fésűs Nelly              | 1999, 2000                  | 269.-367., 637., 802.-807.                                 | Berényi Miklós volt barátnője, aki megöli Nagy Ferencet, Miklóst pedig jég alá löki. |
| Tóth Tibor                    | Tűzkő Sándor             | 1999                        | 278.-300.                                                  | Nórával járt rövid ideig. |
| Kovács Béla                   | Bács Ferenc              | 1999                        | 330.-370.                                                  | Rendőrszázados. |
| Vadász Viktor                 | Harsányi Levente         | 1999                        | 335.-375.                                                  | Fotós, egyszerre szédíti Katát és Esztert is. |
| Tonik                         | Farkas Richárd           | 1999                        | 402.-455.                                                  | Dani barátja, fiatalkorú bűnöző. Barátságuk azután ért véget, hogy Tonik droggal kínálta meg Danit. |
| Szénási Judit                 | Fekete Gizi              | 2000–2001, 2003             | 517.-1279., 1841.-2107.                                    | Berci kutya gazdája. Tanár. |
| Alexander Háber               | Oszter Sándor            | 2000, 2002                  | 556.-568., 1509.-1517.                                     | Németországba kivándorolt üzletember. |
| Ráczné Király Aranka          | Müller Júlia             | 2000                        | 614.-619.                                                  | Rácz Béla felesége, lányuk, Rozi Nóra féltestvére. |
| Erdős Attila                  | Kónya Lajos              | 2000                        | 691.-844.                                                  | Kőműves, Lucával egy iskolába jártak. Misivel vonzódnak egymáshoz. |
| Kopasz György                 | Mesterházy Gyula         | 2000                        | 857.-884.                                                  | Mónika egyetemi társa. |
| Török Fanni                   | Varga Klári              | 2000–2001                   | 861.-969.                                                  | Ingatlanos. Rövid ideig együtt voltak Andrással. |
| Pintér Balázs                 | Nikolényi Gergely        | 2000–2001                   | 908.-1219.                                                 | Pincér volt a Rózsában. Beleszeretett Eszterbe. Végül drog árusítás gyanúba keveredett és kirúgták a házból. |
| Szakács Ádám                  | Borbély András           | 2001                        | 989.-1014.                                                 | Jó módban élő srác, aki megtesz mindent azért, hogy Misivel összejöjjenek. Hamarosan kiderült Ádám nem az a kedves srác, mint akinek mutatja magát. |
| dr. Nagy Frigyes              | Nemcsák Károly           | 2001                        | 1002.-1099.                                                | Fogorvos, Évához jár hajvágásra, néhány alkalommal Zsuzsával randevúznak. |
| Kóbor Bence                   | David Merlini            | 2001                        | 1031.-1224.                                                | Szekta tag, érzelmi labilitását kihasználva csalja el Esztert. |
| Csatári János                 | Jakab Csaba              | 2001                        | 1044.-1093.                                                | Dobi Juli futtatója. |
| Bertók Veronika               | Kocsis Judit             | 2001                        | 1063.-1148.                                                | Fenyvessy új barátnője, Claudia ismerőse. |
| Bertók Lilla                  | Horváth Júlia            | 2001                        | 1083.-1167.                                                | Bertók Veronika lánya. |
| Tóth Ferenc                   | Huppán Gábor             | 2001                        | 1257.-1294.                                                | Szilágyi Andi amikor megvette a Rózsát pincérként alkalmazza rövid ideig. |
| Ostorházy Iván                | Bicskey Lukács           | 2001–2002                   | 1261.-1498.                                                | Asztrológus és médium, Claudiának segít a halott Ákossal kapcsolatba lépni. |
| Szatmári Sára                 | Paszinger Anita          | 2001, 2002                  | 1299.-1336., 1643.-1656.                                   | Szilágyi Lóránt Szegeden élő barátnője. |
| Kozicky István (Pisti)        | Óré István               | 2001–2005                   | 1303.-2794.                                                | Pisti a Rózsa bisztróban pincérként dolgozott Andrea alkalmazásában, Bartha Zsolt kirúgta. |
| Kocsis Bernadett              | Szabó Margaréta          | 2002                        | 1435.-1573.                                                | Az ál-Berényi Ágnes, aki valójában Ági édesanyjának első házasságából származó lánya. Ki akarja fosztani Andrásékat, de az első perctől gyanakvó Claudia Géza segítségével lebuktatja őt. |
| Szokolay Albert               | Hujber Ferenc            | 2002                        | 1464.-1675.                                                | CD boltban dolgozik, Tilda barátja lesz, akit végül megerőszakol. Katával is kikezdett, a lányt megmentő Gézát hasba szúrta. Ezután elrabolta Tildát, hogy bosszút álljon, ekkor fogták el a rendőrök. |
| Farkas Izabella               | Novák Angéla             | 2002                        | 1501.-1520.                                                | Szilágyi Lóránt zenekarának énekesnője, aki tulajdonképpen férfi volt. Laci udvarolt neki, míg meg nem tudta a valóságot. |
| Czakó Melinda                 | Bakonyi Csilla           | 2002                        | 1517.-1585.                                                | Imivel barátkozott, majd Palival járt rövid ideig. |
| Radovits Anita                | Mandel Helga             | 2002                        | 1601.-1707.                                                | Laci volt kerekesszékes barátnője. |
| Wittmayer Károly              | Babicsek Bernát          | 2002                        | 1620.-1710.                                                | Kozák Vanda apukája. Amikor újra feltűnik Luca és Vanda életében próbálja bepótolni az elvesztegetett időt. |
| Petrovics Virág               | Heitner Orsolya          | 2002                        | 1663.-1823.                                                | Boros Gábor barátnője, egy ideig Szilágyi Palival jár, majd végül visszament Boroshoz, és elköltözött a házból. |
| Boros Gábor                   | Kancsár József           | 2002                        | 1663.-1823.                                                | Virág féltékeny barátja, bártulajdonos, sikeresen visszacsábítja a lányt Palitól. |
| Ruzicski Elek                 | Koncz Gábor              | 2002, 2003, 2007–2008       | 1681.-1682., 1913.-1963., 4119.-4133.                      | Laci ismerőse, volt válogatott labdarúgó. |
| Kemenes Dorottya              | Pap Katalin              | 2002                        | 1731.-1784.                                                | Építész, Claudia alkalmazza a Berényi Kft.-nél, miután András mérgezés miatt kiesik a munkából. |
| Tóth Natália                  | Tóth Éva                 | 2002                        | 1731.-1852                                                 | Vili bácsi Natáliához jár ablakot pucolni. |
| Kruger Ferenc                 | Kertész Richárd          | 2002–2003                   | 1758.-1870.                                                | Miklós szállítmányozási cégének alkalmazottja, korábban együtt ültek börtönben Gézával. |
| Hodász Péter                  | Zámbori Soma             | 2002–2003                   | 1797.-2088.                                                | Lóri gyerekkori jóbarátja, egy verekedés közben véletlenül kiütötte a bal szemét. Lóri évekkel később felkeresi őt, hogy bocsánatot kérjen tőle. Bosszúból szétválasztja Mónit és Lórit. Rövid ideig Kertész Mónika barátja. Megjelenik Lóránt temetésén. |
| Bodó Attila                   | Faragó András            | 2002–2003                   | 1822.-1910.                                                | Bűnöző. Miklós szállítmányozó cégét rabolja ki többször, később pedig elrabolja Danit. |
| Francesca Dorelli             | Oszter Alexandra         | 2002–2003                   | 1840.-1903.                                                | Szentmihályi György (Giorgio) olaszországi barátnője. |
| Hodász Janka                  | Berta Barbara            | 2003                        | 1843.-1876., 2087.                                         | Hodász Péter felesége. |
| Kenyeres János                | Baghy Csaba              | 2003                        | 1924.-2180.                                                | Pali katonatársa, kezdetben ellensége, majd Lóránt halála után összebarátkoznak. |
| Bengyel Szonja                | Szorcsik Viktória        | 2003                        | 1928.-1975.                                                | Énekesnő. |
| Mocza Béla                    | Újvári Mihály            | 2003                        | 1935.-2173.                                                | Szilágyi Pali katonatársa. |
| Jónás Renátó                  | Csongrádi Ádám           | 2003                        | 1978.-2053.                                                | Csabi drogdílere. |
| B. Takács Ottó                | Rubold Ödön              | 2003                        | 2026.-2074.                                                | Zsófi rajztanára. Rövid ideig Zsófi párja. |
| Kövér Norbert                 | Endrődi Attila           | 2003, 2004, 2006            | 2052.-2244., 2550.-2740., 3491.-3520.                      | Egresi Tóni barátja. |
| Hamvas Ernő                   | Mészáros Szabolcs Sándor | 2003                        | 2118.-2136.                                                | Kata egyetemi társa, Kata ellensége. |
| Fodor Attila                  | Jáger András             | 2003                        | 2155.-2259.                                                | Imi ellensége, szerb bűnöző és háborús bűnös. |
| Solymos Márton                | Szabó Sipos Barnabás     | 2003–2004                   | 2207.-2396.                                                | Dani vezetés oktatója, Andi élettársa. Elköltözött a házból, miután kiderült, hogy veri Andit. |
| Szirtes Patrícia              | Szentpéteri Eszter       | 2003–2004                   | 2222.-2295.                                                | Tilda modellügynöke. |
| Zachár Róbert (Roberto)       | Horváth Ákos             | 2003–2004                   | 2250.-2310.                                                | Géza társa a Berényi Kft. elleni rablásokban. |
| Simándy Gyula                 | Juhász György            | 2003–2004                   | 2276.-2369.                                                | Tildának ad modell munkát, de a szerződés ára, hogy a lány lefeküdjön vele. |
| Radnics Szabolcs              | Laklóth Aladár           | 2004, 2005, 2006, 2008      | 2355.-2732., 3016.-3194., 3334.-3650., 4164.-4176.         | Zsolt barátja és bűntársa, viszonya volt Claudiával és Zsófival is. Zsolttal közösen gyújtották fel Andi éttermét, amit Szabolcs közöl Andreával, pont amikor elköltözik a házból. |
| Lutz Tamara                   | Csipka Zsuzsa            | 2004                        | 2465.-2574.                                                | Képzőművész, Zsófi barátnője. |
| Pierre Berger                 | Tóth Sándor              | 2004–2005, 2012             | 2651.-2887., 6236.-6237.                                   | Nóra párizsi szerelme. |
| Kőrösi Csongor                | Wallot Dan-Yannick       | 2005                        | 2802.-2949.                                                | Zsófi volt párja. |
| Király Tivadar                | Tahi Tóth László         | 2005                        | 2904.-2997.                                                | Zsolt börtönbeli ismerőse, festmény hamisítással foglalkozik. |
| Ágotai Attila                 | Somló Gábor              | 2005–2006                   | 2909.-2960., 3173.-3230.                                   | Gréta barátja, Bartha Zsoltnak köszönhetően kiderül róla a börtönviselt múltja. |
| Tóth Gusztáv                  | Bor Viktor               | 2005, 2006                  | 2970.-2973., 3182.-3183., 3283.-3326.                      | Zsolt haverja. |
| Hidasi Marcell                | Baronits Gábor           | 2005                        | 2974.-2997.                                                | Rövid ideig Noémi barátja. |
| Sipos Maya                    | Nyári Szilvia            | 2005, 2007                  | 3045.-3180., 3688.-3726.                                   | Laci alkalmazza takarítónőként miután elküldte Magdi nénit az állásából. Betegesen szerelmes lesz Miklósba, aki megcsalja vele Nórát. Megpróbálja elrabolni a baba Timikét és elszökik, de elkapják és elmegyógyintézetbe kerül, később öngyilkos lesz. |
| Jankovics Máté                | Kocsis Dénes             | 2005–2006                   | 3166.-3323.                                                | Tóni haverja, akivel autókat törtek fel. Eltűnik a sorozatból, miután Tónival, Noémivel, Emmával és Ricsivel autóbalesetet szenvednek, és hogy mentse az irháját, elmenekül a helyszínről. |
| Nádasi Róbert                 | Hidegh Bence             | 2005, 2006–2011             | 3191.-3192., 3458.-5488.                                   | Pincér a Rózsában. |
| Takács Róbert                 | Barbinek Péter           | 2006                        | 3217.-3264.                                                | Hajléktalan. Géza és Vilmos segít neki. |
| Bauer János                   | Mészáros Árpád Zsolt     | 2006                        | 3257.-3378.                                                | Géza üzlettársa. |
| Sztojcsevics Míra             | Bátyai Éva               | 2006                        | 3263.-3355.                                                | Balassa Imre vajdasági szerelme. A félig magyar, félig albán lány később eltűnik a történetből, miután Imre számára kiderül, hogy csak kihasználta, mert van egy barátja Milán és elutazott. |
| Szeibert Erik                 | Réti Barnabás            | 2006–2009                   | 3343.-4656.                                                | Zsófi volt barátja, majd összejött Tildával, és Szegedre költöztek. Első megjelenésekor a Rózsa felújításán dolgozik. |
| Ulrich Alajos                 | Szűcs Sándor             | 2006                        | 3404.-3507.                                                | Művezető, Miklós ellensége. |
| Füleki Barnabás               | Szilvási Endre           | 2006                        | 3452.-3486.                                                | Kinga eltitkolt férje, Géza és Kinga esküvőjén bukkan fel, és állítja le azt. |
| Vellay Tibor                  | Herman Gábor             | 2006–2007                   | 3513.-3672.                                                | Ricsi haverja. |
| Kollár János                  | Rázga Miklós             | 2006–2007                   | 3518.-3820.                                                | András barátja, de barátságuk véget ér miután kiderül, hogy Zsuzsának viszonya volt Jánossal. Zsuzsa volt férje. |
| Császár Ibolya                | Xantus Barbara           | 2006, 2007                  | 3551.-3616., 3828.-3922.                                   | Prostituált, András ismerkedik össze vele, amikor nincs munkája. |
| Dorogi Viki                   | Komonyi Zsuzsi           | 2007                        | 3741.-3763.                                                | Zsolt régi barátnője, a lány vissza akarja őt kapni, de ezt Zsófi nehezen viseli. |
| Pásztor Iván                  | Fülöp Zsigmond           | 2007, 2008                  | 3742.-3755., 4254.-4276.                                   | Illés Júlia nevelőapja, az azóta elhunyt feleségével fogadták örökbe, miután Claudia lemondott róla. |
| Horváth Helga                 | Auksz Éva                | 2007                        | 3758.-3844.                                                | Laci és Miki osztálytársa volt. |
| Fehér Tünde                   | Kocztúr Nikoletta        | 2007                        | 3797.-3843.                                                | Kertész Gézával alkotnak egy párt, miközben Géza újra Kinga után vágyakozik. |
| Drégely Sára                  | Jelinek Erzsébet         | 2007                        | 3849.-4048.                                                | Imre próbál segíteni a bajba jutott lányon. |
| Drégely Viktória              | Károlyi Lili             | 2007                        | 3849.-4048.                                                | Sára kislánya. |
| Magyarics Zsigmond            | Szabó Szilárd            | 2007                        | 3855.-3991.                                                | Zsófi tanára, akiről Zsolt kideríti, hogy diploma nélkül tanít az egyetemen és megzsarolja, hogy buktassa meg Zsófit. |
| Magyaricsné Etelka            | Bognár Gyöngyvér         | 2007                        | 3953.-3991.                                                | Magyarics felesége, aki megmérgezi Zsoltot. |
| Somogyi Nándor (Soma)         | Tűzkő Sándor             | 2007, 2010                  | 3957.-4093., 5147.-5220.                                   | Uzsorás, erőszakos alak. Zsolttal és Lacival is konfliktusba került. |
| Szloboda Kristóf              | Kollárik Rezső           | 2008                        | 4130.-4412.                                                | Ő kapta meg Egresi Tóni szívét a balesete után. Egy ideig Emma barátja. |
| Nádasi Teréz                  | Oszvald Marika           | 2008                        | 4180.-4280., 4458.-4505.                                   | Magdi néni barátnője, majd riválisa. |
| Koloszár (Kovács) Patrik      | Szakács Tibor            | 2008                        | 4244.-4346.                                                | Nóra volt barátja. |
| Árvay Léna                    | Labancz Lilla            | 2008                        | 4280.-4306.                                                | Pali alkalmazza mint futárt. |
| Balázsy József                | Karácsonyi Zoltán        | 2008–2009                   | 4547.-4650.                                                | Géza haverja. |
| Hegedűs Ernő                  | Szombathy Gyula          | 2009                        | 4769.-4827.                                                | Vilmos volt katonatársa és barátja, Magdi anyus egykori szeretője, Bálint édesapja, Botond nagyapja. Amikor meghalt, halastavát végrendeletében Vilmosra hagyta. |
| Kerekes Fruzsina              | Lupaneszku Vivien        | 2009, 2010                  | 4969.-4976., 5131.-5199.                                   | Dani barátnője. Az első terápiás kezelés után ismerkedtek össze. |
| Lendvai Zalán (Zala)          | Lenzsér Olivér           | 2009–2010, 2011             | 4977.-5123., 5568.-5571.                                   | Illés Péter barátja. |
| Harcsa Dénes (Dinó)           | Pénzes János             | 2009–2010                   | 4977.-5123.                                                | Illés Péter barátja. |
| Heller Piroska                | Borbás Gabi              | 2009–2010                   | 4995.-5028.                                                | Vilmos barátnője Magdi halála után. |
| Márton József                 | Miklós Marcell           | 2009–2010                   | 5006.-5103.                                                | Zsolt alvilági haverja. |
| Takács Sarolta                | Kökényessy Ági           | 2009–2010                   | 5011.-5038.                                                | Miklós ellensége. |
| Hajdú Zoltán                  | Boronyák Gergely         | 2010                        | 5030.-5054., 5312.-5377.                                   | Weidner Kamilla apja. |
| Németh Franciska              | Nagy Natália             | 2010                        | 5054.-5074.                                                | Fekete Szabolcs barátnője. |
| Jenes Ferenc                  | Urmai Gábor              | 2010                        | 5062.-5110.                                                | Jenes Balázs nevelőapja. |
| Jenes Dalma                   | Majzik Edit              | 2010                        | 5062.-5110.                                                | Jenes Balázs nevelőanyja. |
| Soproni Dávid                 | Muhari Tamás             | 2010                        | 5066.-5130., 5380.-5410.                                   | Zsófi barátja, iskolai csoporttársa. |
| Czirok Tibor                  | Juhász Lajos             | 2010, 2011                  | 5079.-5199., 5568.-5661.                                   | Jenes Balázs haverja. |
| Kisfalussy Róbert             | Trokán Péter             | 2010                        | 5203.-5211.                                                | Meg akarta szerezni Kingát és 10 milliót ajánlott neki egy éjszakáért. Kinga azonban elutasította az ajánlatát. |
| Bencsik Márk                  | Babicsek Bernát          | 2010, 2011, 2018            | 5228.-5450. 5588.-5598.                                    | Szakács a Rózsában, Ferenczy Orsolya volt páciense, majd szerelme, Új-Zélandra költöztek. Egy ideig kapcsolata volt Weidner Nikolettel is. 2018-ban újra megjelent Alíz és Krisztián esküvőjén. |
| Juhász Bea                    | Jakab Zsófia             | 2010                        | 5297.-5344.                                                | Szabi volt menyasszonya. |
| Stella Kovácová               | Kálóczi Orsolya          | 2010–2011                   | 5312.-5494.                                                | Miklós egykori barátnője. Cserép Iván erőszakos támadása után visszaköltözött Szlovákiába. |
| Kecskés Flórián               | Turek Miklós             | 2010                        | 5362.-5438.                                                | Gizi régi szerelme. |
| Bencsik Kornélia              | Juhász Róza              | 2010                        | 5443.-5447.                                                | Márk édesanyja. |
| Cserép Iván                   | Földi László             | 2010–2011                   | 5464.-5493.                                                | Fotós, Stellát bántalmazta. |
| Látrányi Roland               | Horváth Andor            | 2010–2011                   | 5471.-5546.                                                | Zsófi régi ismerőse, gépkocsi kereskedő. |
| Tóth Gábor                    | Tóth András              | 2011–2013, 2014–2021        | 5491.-6693., 6829.-10456.                                  | Gabesz pincér a Rózsában. |
| Mészáros Petra                | M. Simon Andrea          | 2011                        | 5555.-5586., 5804.-5805.                                   | Szabiból csal ki pénzt. |
| Napos Lívia                   | Jancsó Dóra              | 2011                        | 5696.-5734.                                                | Ádám barátnője. |
| Kiss Borbála                  | Tóth Szilvia             | 2011                        | 5714.-5850.                                                | Lindával barátnők, kikezd Petivel. |
| Erdélyi Tibor                 | Ömböli Pál               | 2011, 2012                  | 5844.-5845., 5939.-6046.                                   | Munkásember, Gabihoz szeretne közel kerülni. |
| Vadkerti Zsombor              | Szabó Győző              | 2012                        | 5962.-6000.                                                | Holman Rita bűntársa. |
| Dorogi Zoltán                 | Varga Sándor             | 2012, 2013, 2014            | 6022.-6027., 6328.-6482., 6862.-7134.                      | Szilágyi Andrea barátja, András halála ügyében nyomoz. |
| Oravecz Nándor                | Beszterczey Attila       | 2012, 2013                  | 6029.-6250., 6418.                                         | Bartha Zsolt haverja, drogot terjeszt. |
| Nagy Krisztina                | Mikecz Estilla           | 2012                        | 6030.-6083.                                                | Fekete Szabi volt barátnője, leköltözött Bözsi házába Makkosfüzitőre. |
| Horváth Katalin               | Nagy Enikő               | 2012, 2014                  | 6050.-6128., 6873.-6877.                                   | Berényi András volt egyetemi évfolyamtársa. |
| Molnár Teó                    | Honvéd Attila            | 2012                        | 6126.-6172.                                                | Az árvaház lakója volt, ahol Gabi korábban dolgozott. |
| Dr. Sarudi Lilla              | Füredi Nikolett          | 2012, 2013                  | 6186.-6288., 6350.-6362., 6424.                            | Ügyvéd, Nórával évfolyamtársak voltak az egyetemen. |
| Szentesi Olívia               | Fekete Judit             | 2012–2013, 2014, 2015, 2016 | 6227.-6425., 6671.-6676., 6983.-6986., 7580.-7601., 7722.- | Oravecz Nándor után nyomoz, akció közben elkapja Gézát. Szabi barátnője. Később Schneider Róbert halálának ügyében is nyomoz. |
| Laurik Igor                   | Nagy Sándor              | 2012–2013, 2018             | 6291.-6481., 9121.-9125.                                   | Bérgyilkos, aki tévedésből Attila helyett Andrást ölte meg. Elrabolta Nórát és Timit. Lelőtték a rendőrök, amit nem élt túl. Nórának szellemként, majd Miklósnak halálközeli álmában újra megjelent. |
| Bálint Gáspár                 | Szalay Bence             | 2012, 2013                  | 6296., 6350.-6379.                                         | Kőműves. Kingával akart járni. |
| Kiss Vazul                    | Katkó Ferenc             | 2012–2013, 2014             | 6321.-6441., 6970.-7109.                                   | Laurik Igor társa. |
| Molnár Tamara                 | Szabó Hédi               | 2013                        | 6430.-6484., 6620.-6680.                                   | Anikó lánya, Balázs féltestvére. Jelenleg Ausztráliában él. |
| Wu Cheng                      | Lee Henrik               | 2013–2014                   | 6444.-6776.                                                | Linda volt barátja. Győrbe költözött. |
| Juhász Mirtill                | Hábermann Lívia          | 2013, 2015                  | 6462.-6494., 7404.-7444.                                   | Könyvtáros. |
| Kelemen Dóra                  | Köves Dóra               | 2013                        | 6473.-6529., 6707.-6709.                                   | Ingatlanos, Nóra lakása eladásában vesz részt. |
| Vályogos Ferenc               | Hegedűs Zoltán           | 2013                        | 6516.-6569.                                                | Berényi Kft.-nél építésvezető, kispórolják az anyagot a habarcsból, aminek következtében ráborul a fal a lányára és elveszti az egyik lábát. |
| Vályogos Roxána               | Schmidt Sára             | 2013                        | 6542.-6594., 6682., 6716.-6718.                            | Illés Péter barátnője, az építkezésen ráomlik egy téglafa. A súlyos sérülés miatt az orvosok nem tudják megmenteni az egyik lábát. |
| Török Jónás                   | Tóth Máté                | 2013                        | 6548.-6681.                                                | Újságíró, Hanna főnöke. |
| Szepesi Anikó                 | Major Melinda            | 2013–2015                   | 6620.-6680.                                                | Miklós egykori szeretője, Balázs és Tamara édesanyja. Jelenleg Ausztráliában él. |
| Wu Lien                       | Cui Sissy                | 2013, 2014                  | 6653.-6668., 7172.-7176.                                   | Cheng testvére. |
| Vida Rudolf                   | Csórics Balázs           | 2014, 2015–2018, 2020       | 6811.-6818., 6939.-7174., 7387.-                           | Krisztián egykori katonatársa és legjobb barátja, Zsolt üzlettársa. Elvált, két gyermeke van. Kapcsolata volt Enikővel és Alízzal, Natasával is összejött. Alízék esküvőjén, miközben a Zsolt által bedrogozott Ádámot próbálta visszafogni, lezuhant a hajó fedélzetéről, így életét vesztette. Szellemként megjelent a halála után. Majd Miklósnak a halálközeli álmában, később Krisztián visszaemlékezésében. |
| Lénárt Zalán                  | Kiss Ernő Zsolt          | 2014                        | 6824.-6992.                                                | Borász. |
| Juhász Baltazár               | Molnár Gusztáv           | 2014                        | 6861.-7124.                                                | Becenevén Balta, Zsoltnak dolgozik. |
| Koós Benjámin                 | Gömöri András Máté       | 2014                        | 6937.-7152.                                                | Hanna barátja. |
| Oravecz Nikol                 | Csomor Ágnes             | 2014, 2015, 2016, 2017      | 7028.-7204., 7520.-7595., 7732.-                           | Oravecz Nándi húga, Áron édesanyja. Bartha Zsolt volt barátnője. |
| Fazekas Anna                  | Földesi Ágnes            | 2014                        | 7040.-7100.                                                | Szabi barátnője. |
| dr. Petrik Gedeon             | Gáspár András            | 2014, 2015, 2016–2019       | 7055.-7127.,7235.-7380., 7726.-                            | Rosszindulatú, sunyi, alattomos ügyvéd, Nóra volt egyetemi évfolyamtársa, riválisa és üzlettársa. |
| Serfőző Áron                  | Buzási Máté              | 2014, 2015                  | 7087.-7206., 7553.-7600.                                   | Nikol fia, rövid ideig Berényi Zita barátja. |
| Halmos Ferenc (Fasírt)        | Fischer Norbert          | 2015–2016                   | 7249.-7788.                                                | Zsolt haverja. |
| Dr. Borbély Barnabás          | Mészáros Károly          | 2015                        | 7279.-7390.                                                | Orvosként dolgozik abban a kórházban, ahol Bárány Enikő nővér. |
| Bende Brigitta                | Berki Szofi              | 2015, 2016, 2017            | 7339.-7634.                                                | Ágnes németországi barátnője. |
| Bognár Valéria                | Szegfű Ildikó            | 2015                        | 7629.-7690.                                                | A Baba bár alkalmazottja. |
| Mayer Ottó                    | Pribelszki Norbert       | 2015–2018                   | 7652.-                                                     | Róbert egy régi barátjának és Juditnak a fia. Egy ideig Berényi Timi és Takács Liza barátja. Japánba utazott. |
| Veintraub Tamás (Tomci)       | Trokán Péter             | 2015, 2016                  | 7701.-7703., 7741.-                                        | Miklós üzlettársa. Miután elrabolta és foglyul ejtette Miklóst, szívrohamban meghal. |
| Dunai Lili                    | Sztarenki Dóra           | 2016                        | 7785.-                                                     | Hanna ismerőse, aki hajléktalan és lakhatási lehetőséget keres. |
| Leitold Piroska               | Fazakas Júlia            | 2016–2018                   | 7796.-                                                     | Júlia egykori cellatársa, Stella édesanyja. |
| Hárs Félix                    | Lux Ádám                 | 2016–2017                   |                                                            | Ludwig és Veintraub Tamás üzlettársa, egy ideig Emília párja. |
| Mayer Judit                   | Závodszky Noémi          | 2016–2018                   |                                                            | Ottó édesanyja, Alzheimer-kórral kezelik. |
| Molnár Katalin                | Papp Györgyi             | 2016–2018                   |                                                            | Piros sógornője, Stella nagynénje és korábbi gyámja. Alkoholista. |
| Molnár Stella                 | Draskóczy Bora           | 2016–2018                   |                                                            | Piros lánya. Gizella és László örökbe fogadott lánya. |
| Veintraub Barna               | Tóth Olivér              | 2017                        |                                                            | Veintraub Tamás öccse és Gigi sógora, aki Budai Valentinnak adja ki magát, de lebukik. |
| Urbán Armand                  | Lugosi György            | 2018–2020                   |                                                            | A kerület díszpolgára, Vilmos ismerőse. |
| Ábrahám Ervin (Miguel Cortez) | Fillár István            | 2018–2019                   |                                                            | Berényi Zoltán egykori titkára, piszkos ügyeinek intézője, tanúvédelmi program keretében elhagyta az országot. Vele találkozik Miklós Venezuelában, tőle értesül bátyja múltjainak sötét titkairól. |
| Hegedűs Ilona                 | Takács Katalin           | 2018–2019                   |                                                            | Zsolt főnöke, Maffiózó, Laci volt főnöke. Lebukott a rendőrség előtt, de elmenekült Zsolt segítségével. |
| Váradi Janka                  | Mihályi Réka             | 2018–2019                   |                                                            | Személyi edző. Egy ideig Attilával járt. |
| Holdas Boldizsár              | H. Varga Tamás           | 2018                        |                                                            | Kristóf meleg barátja. |
| Őry Dávid                     | Bakos Gergely            | 2018                        |                                                            | Alíz egykori osztálytársa. |
| Kocsó Richárd                 | Mile Tamás Zoltán        | 2018                        |                                                            | Timi osztálytársa. |
| Szemes Bertalan               | Buch Tibor               | 2018                        |                                                            | Gizi könyvének a kiadója. |
| Alkony Bálint                 | Csata Zsolt              | 2019                        |                                                            | Gergő egykori barátja. Perrel fenyegette Gergőt, végül elbukott. |
| Bánházi Salamon               | Harsay Gábor             | 2019                        |                                                            | Ékszerész, Áron neki adta el a lopott gyémántokat. |
| Kenderesi Kornél              | Kiszely Zoltán           | 2019                        |                                                            | A rendőrakadémia egyik oktatója. Oszit akadályozta, hogy bejusson a rendőrtisztire. |
| Brezi Eszter                  | Bajor Lili               | 2019, 2020                  |                                                            | Somogyi Levente volt barátnője. Dorka jóakarója. Később külföldre megy tanulni. |
| Emanuel Grande                | Madarász István          | 2019–2020                   |                                                            | Divattervező, Timi volt főnöke. |
| Keleti Ágoston                | Baksa András             | 2019–2020                   |                                                            | Főszerkesztő annál a blognál, ahol Alíz dolgozik. |
| Szántó Áron                   | Volosinovszki György     | 2019–2020                   |                                                            | Gergő cégében dolgozott. Miklósnak is dolgozott egy ideig, de Gergő lebuktatta. Adéllal járt, de kiderült, hogy ellopta a kincset. Legutóbb a Berényi Kft.-nél dolgozott építésvezetőként, ő gyújtotta fel az épülő gyermekfalut. Gáspár ikertestvére. |
| Kovács Hugó                   | Kovács András Bátor      | 2020                        |                                                            | Leukémiás kisfiú a kórházban, aki összebarátkozik Vandával. |
| Pataki Gáspár                 | Volosinovszki György     | 2020–2021                   |                                                            | Áron ikertestvére. |
| Geller Ferenc                 | Tóth Levente             | 2020                        |                                                            | Hipnotizőr, Adélt kezeli. |
| Ray Jackson                   | Harmath Imre             | 2020                        | 9757.-9790.                                                | Magyar származású amerikai szélhámos, aki milliomosnak hazudja magát. Gizivel utazott egy hajón. Titokban szerelmes Gizibe. |
| Székely Csongor               | Veréb Tamás              | 2020                        | 9852.-9952.                                                | Martina vőlegénye, Kornél unokatestvére. Egyetemista. Luca és Timi akarja lebuktatni. Majd Lucával összejött, de később szakítottak. |
| Székely Csongor               | Kocsis Dénes             | 2021                        | 10214.-10263.                                              | Martina vőlegénye, Kornél unokatestvére. Egyetemista. Luca és Timi akarja lebuktatni. Majd Lucával összejött, de később szakítottak. |
| Maróthy Konrád                | Egyházi Géza             | 2020                        | 9990.-10177.                                               | Claudia ismerőse. Diplomáciai kapcsolatai vannak. Vandának tett egy tisztességtelen ajánlatot. |
| Háros Kornél                  | Endrédy Gábor            | 2020–2021                   |                                                            | Csongor unokatestvére. Timi üzleti partnere. |
| Török Maja                    | Simon Boglárka           | 2020, 2021                  | 10123.-10455.                                              | Vince ismerőse. |
| Menyhért atya                 | Kálid Artúr              | 2021                        | 10201.-10231.                                              | Pap, Krisztián temetését vezényelte le. |
| dr. Füzes Berta               | Spilák Klára             | 2021                        | 10246.-10372.                                              | Nóra volt tanára, ügyvéd. |
| Stark Máriusz                 | Gere Dénes               | 2021                        | 10259.-10310.                                              | Álnéven Popovics Elek. |
| Pintér Dzseni                 | Turóczi Regina           | 2021                        | 10260.-10323.                                              | Levente volt tanítványa. Lányokat futtat. |
| Sullivan                      | László G. Attila         | 2021                        | 10272.-10310.                                              | Dzseni ismerőse. |
| Király Egon                   | Szerednyey Béla          | 2021                        | 10340.-10456.                                              | Claudia első szerelme. |
| José Armando Franco           | Torres Dániel            | 2021                        | 10374.-10384.                                              | Barcelonában ismerte meg Gigi. |
| Réti Amanda                   | Bajusz Zsuzsanna         | 2021                        | 10395.-10456.                                              | Máté siket barátnője. |

## Mellékszereplők
A sorozatban néhány epizód erejéig játszó szereplők.
| Karakter                     | Színész                | Megjelenés             | Rész                                                     | Megjegyzés |
| ---------------------------- | ---------------------- | ---------------------- | -------------------------------------------------------- | --- |
| Zombori Attila               | Rázga Miklós           | 1998                   | 1.-13.                                                   | Beszállító, aki kis híján verekedésbe keveredik Miklóssal az irodában. Érdekesség, hogy az őt alakító színész 2006-2007 között Zsuzsa új párjaként szerepelt.                                         |
| Claudia barátnője            | Hullan Zsuzsa          | 1998                   | 33.                                                      | Claudia barátnője, később ő alakítja a testvérét Sissyt. |
| Dobos Edit                   | Dömötör Erzsi          | 1998                   | 46.                                                      | Magdi régi barátnője. |
| Nagy Veronika                | Lengyel Kati           | 1999                   | 79.-86.                                                  | Nagy Ferenc vállalkozó felesége. |
| Simon Ede                    | Bolla Róbert           | 1999                   | 152.                                                     | Éva szalonjának vendége. Meg akarta erőszakolni Évát, de József és Laci leállították. |
| Szentesi Róbert              | Tóth Roland            | 1999                   | 184.                                                     | Nórával randizik. |
| Béres Gyula                  | Thuróczy Szabolcs      | 1999                   | 366.-368.                                                | Miklós cellatársa. |
| Tiszai Péter                 | Sághy Tamás            | 1999                   | 439.-450.                                                | Juhász Gabi után nyomozott, amikor a nő elrabolta Bandikát. |
| dr. Bereczky Ernő            | Lőte Attila            | 1999                   | 489.                                                     | Orvos, akit Nóra felkeresett, amikor a szülei után nyomozott. |
| Czauber Pál                  | Csapó Balázs           | 1999                   | 493.-496.                                                | Történész, a night clubnál akar ásatásokat végezni. |
| Czauber Dezső                | Juhász György          | 1999                   | 496.-498.                                                | Pál bátyja, András volt évfolyamtársa. |
| Müller Rudolf                | Gribovszki Pál         | 1999                   | 517.-523.                                                | Maffiózó, Bartha Zsolt zsarolója |
| Szép Ica                     | Aranyos Nikolette      | 2000                   | 528.-531.                                                | Géza volt barátnője |
| Kozák Vanda                  | Noszvai Anna           | 2000, 2002             | 628.-632., 1522.-1570.                                   | Luca kislánya. |
| Szalai Kristóf               | Beliczai Balázs        | 2000                   | 647.-683.                                                | Mónika meleg ismerőse, segíteni próbál Misinek saját magát megérteni és elfogadni. |
| Ica néni                     | Lehoczky Zsuzsa        | 2000, 2001             | 659.-859., 981.                                          | Vendég Éva szalonjában, soha nem elégedett semmivel. |
| Bakos Gergely                | Pintér Tibor           | 2000                   | 683.-689.                                                | Sztriptíztáncos. |
| Kiss D. József               | Karácsony Tamás        | 2000, 2001             | 691.-707., 913.-917.                                     | Nyomozó. |
| Szabó Botond                 | Lugosi György          | 2000                   | 720.-725.                                                | Újságíró, aki lejáratta egy cikkben Krisztina üzletfelét, Vári Antalt. |
| Zováth Levente               | Kárpáti Levente        | 2000                   | 821.-823.                                                | Bartha Zsolt haverja. |
| Hajnal Erika                 | Kiss Bernadett         | 2000, 2001             | 867.-873., 911.-920.                                     | Ákos gyermekkori barátja. Ákos vele csalja Esztert. |
| Bosznai Csaba                | Kökényesi Gábor        | 2000–2001              | 886.-907., 1031.-1034.                                   | Kertész Mónika főnöke. |
| Füredi Szilvia               | Sárvári Diána          | 2001                   | 987.-992.                                                | Mónika barátnője, pár napot tölt el Budapesten. |
| Lévai Gergő                  | Jánosi István          | 2001                   | 1037.-1042.                                              | Dani, Imre és Tilda osztálytársa. Ellopja Imre sportcipőjét, de a barátok tőrbe csalják és megleckéztetik.                                                                                            |
| Mohácsi Gyuláné              | Erdélyi Mária          | 2001                   | 1042., 1308.-1346.                                       | Dani, Imre és Tilda általános iskolai igazgatója. |
| Szentesi Márk                | Szöllősi Tas           | 2001                   | 1139.-1179.                                              | Szekta tag, Kóbor Bencével együtt hálózzák be Esztert. |
| Fenyvessy Albertné (Mici)    | Olsavszky Éva          | 2001                   | 1344.-1345.                                              | Fenyvessy Sándor édesanyja, idősek otthonában él. |
| Boncz Fábián                 | Ömböli Pál             | 2002                   | 1402.-1421.                                              | Zsarolja Szilágyi Andreát, hogy fizessen neki a Bisztró védelméért, különben felgyújtja a Bisztrót.                                                                                                   |
| Kámán Ica                    | Sztárek Andrea         | 2002                   | 1419.-1423.                                              | Bártulajdonos, kikezd Lórival. |
| Szölössy Petra               | Bozó Andrea            | 2002                   | 1451.-1477.                                              | Laci segít neki kereket cserélni, majd ismeretséget kötnek. 3 gyereke van. |
| Vértes Árpád                 | Csizmadia Benedek      | 2002                   | 1454.-1477.                                              | Petra kisebbik fia. |
| Vértes Erika                 | Melényi Georgina       | 2002                   | 1454.-1477.                                              | Petra lánya. |
| Vértes Sámuel                | Melényi Dávid          | 2002                   | 1454.-1477.                                              | Petra nagyobbik fia. |
| dr. Komár Antal              | Ács Tibor              | 2002                   | 1469.-1561.                                              | Hoffer József kezelőorvosa. |
| Várkonyi Krisztián           | Bartucz Attila         | 2002                   | 1663.-1675.                                              | Nyomozó. |
| dr. Beke Sándor              | Pelsőczy László        | 2002                   | 1714.-1725.                                              | Orvos, András kórházba kerülésekor kideríti mérgezés okozta a tüneteit. |
| Sinkó Flórián                | Müller Attila          | 2002                   | 1754.                                                    | Vendég a Rózsában. |
| Császár Zoltán               | Sauska Ádám            | 2002                   | 1787.-1788.                                              | Egy éves divattervezői szerződést ajánl fel Eszternek Londonban. |
| Barth Béla                   | Posta Lajos            | 2003                   | 1905.-1910.                                              | Nyomozó. |
| Resichl Róbert               | Tóth Tamás             | 2003                   | 1905.-1910.                                              | Nyomozó. |
| Kucsma Bernadett             | Lesznyák Katalin       | 2003                   | 1976.-2024.                                              | Nyomozó. |
| Major Attila                 | Mészáros Árpád Zsolt   | 2003                   | 2040.-2061.                                              | Csabának szállít drogot. |
| Antal Zsolt                  | Hatt András            | 2003, 2004             | 2057.-2059., 2299.-2301.                                 | Gyuri barátja. |
| dr. Horváth Mária            | Gáspár Imola           | 2003                   | 2082.-2089.                                              | Szilágyi Andrea nőgyógyásza. |
| ifj. Berényi Miklós          | Erdős Dávid            | 2003                   | 2085.                                                    | Egresi Tóni felbukkanását követően Miklós saját magáról álmodik, hogy gyermekként ételt akar lopni.                                                                                                   |
| Szojka Tímea                 | Fekete Linda           | 2003, 2004             | 2223.-2270., 2350.-2354.                                 | Géza ismerőse. Az ál Berényi Claudia. |
| Magyari Yvett                | Ruisz Anna             | 2003, 2004             | 2251.-2318.                                              | Dani és Tóni ismerőse, Dani hajt rá. |
| Körmendi Kinga               | Nemcsók Nóra           | 2003                   | 2251.-2265.                                              | Dani és Tóni ismerőse, Tóni hajt rá. |
| Mayer Tamás                  | Mészáros Károly        | 2003                   | 2257.-2258.                                              | Tilda matematika tanárja. |
| Németh Saci                  | Boldizsár Tünde        | 2003                   | 2268.-2275.                                              | Szentmihályi Gábor szeretője. |
| Gergely atya                 | Lukács Gábor           | 2003–2004, 2006, 2007  | 2277.-2369., 3380.-3566., 4000.-4001.                    | Pap, Zsolt járt hozzá gyónni. Ő kereszteli meg Kingát, nála tartják Kinga és Géza esküvőjét, ami meghiúsul.                                                                                           |
| Dudás Károly                 | Szabó Attila           | 2004                   | 2297.-2299.                                              | Dani csal ki tőle egy milliót. |
| Bajkai tanár úr              | Kisvárday Gyula        | 2004                   | 2298.-2300.                                              | Imre és Zsófi tanára. |
| Lévay Zsombor                | Pinczés Attila         | 2004                   | 2299.-2301.                                              | Gyuri barátja. |
| Benke Boglárka               | Bokor Zsuzsa           | 2004                   | 2299.-2301.                                              | Gyuri megcsalja vele Katát. |
| Váci Piroska                 | Tóth Dorina            | 2004                   | 2337.-2339.                                              | Orsolya páciense. |
| Székely Sándor               | Jenei Endre            | 2004                   | 2337.-2339.                                              | Orsolya páciense. |
| Fekete Péter                 | Jánosi Dávid           | 2004                   | 2339.-2341.                                              | Rendőr. |
| Pogáts János                 | Szabó L András         | 2004                   | 2359.-2361.                                              | Taxis, aki átveri Brigittát és a lány ezért marad Pesten. |
| Lendvai Laura                | Feldmayer Jolán        | 2004                   | 2374.-2403.                                              | Szilágyi Pali egyetemi csoporttársa. |
| Bodrogi Elemér               | Lugosi György          | 2004                   | 2423.                                                    | Inzultálja a megvakult Orsit a parkban. |
| Dr. Csordás István           | Bata János             | 2004, 2006, 2007       | 2510.-2524., 3441., 3695.-3705.                          | Zsuzsa, illetve Nóra nőgyógyásza. |
| Konrád Melinda               | Nagy Enikő             | 2004                   | 2524.-2525.                                              | Vásárló Zsuzsa üzletében. A karakter azonos a Szeress most! sorozat szereplőjével. |
| Müllerné Vajda Borbála       | Lukácsy Katalin        | 2004                   | 2524.-2525.                                              | Vásárló, egy klausztrofóbiás nő. Petra szorul be vele a liftbe a Plázában pár órára. |
| Virágh Béla                  | Rácz László            | 2004                   | 2527.-2534.                                              | Anyakönyvvezető. Tildát és Pali adja össze. |
| Endrődi Krisztián            | Maróti Attila          | 2004                   | 2568.-2622.                                              | Egy beteg a kórházban, akivel Gyuri összebarátkozik. Halálakor felmerül Gyuri felelőssége, de a vizsgálatok tisztázzák, hogy nem miatta következett be.                                               |
| Király Benedek               | Hayth Zoltán           | 2004                   | 2592.-2593.                                              | Tűzoltó. |
| Lovas Mihály                 | Arany Tamás            | 2004                   | 2597.                                                    | Érdeklődő a Hoffer lakásra. |
| Juhász Péterné               | Simonyi Krisztina      | 2004                   | 2600.                                                    | Érdeklődő a Hoffer lakásra. |
| Menner Tibor                 | Simonkovits Ákos       | 2004–2005              | 2601.-2770.                                              | Petra "rajongója". |
| Kelemen Anett                | Ráróti Anita           | 2004                   | 2606.-2619.                                              | Krisztián volt barátnője. |
| Mayer Piroska                | Repkényi Dóra          | 2004                   | 2608.-2614.                                              | Pincér, Imivel összebarátkozik. |
| Faragó Zsóka                 | Adorjáni Zsuzsa        | 2004                   | 2620.-2622.                                              | Főnővér a kórházban, ahol Gyuri dolgozik. |
| Borsos Vince                 | Krum Ádám              | 2004–2005, 2008, 2011  | 2689.-2763., 4222., 5582.                                | Vili bácsi cimborája, Vilinél tesz fogadást a lóversenyre. |
| Kerekes Rita                 | Mahó Andrea            | 2004                   | 2702.-2703.                                              | Bandika osztályfőnöke. |
| ifj. Berényi Zoltán          | Figlár Tamás           | 2004                   | 2751.-2754.                                              | |
| ifj. Berényi András          | Deli Dániel            | 2004                   | 2751.-2754.                                              | |
| ifj. Berényi Miklós          | Morvay Bence           | 2004                   | 2751.-2754.                                              | |
| ifj. Palotai Zsuzsa          | Simó Fanna             | 2004                   | 2751.-2754.                                              | |
| ifj. Balogh Nóra             | Kántor Kitty           | 2004                   | 2751.-2754.                                              | |
| ifj. Novák László            | Varga Péter            | 2004                   | 2751.-2754.                                              | |
| Kornyai Emília (Kóró)        | Pécsi Ildikó           | 2004, 2013             | 2751.-2754., 6628.-6635.                                 | A nevelőintézet egykori igazgatónője. Környezete számára rendkívül népszerűtlen, szigorú, megkeseredett, alkoholista asszony. András halála után kiderült, hogy valamilyen furcsa okból támogatja őt. |
| Krautz Zsigmond              | Reviczky Gábor         | 2004                   | 2751.                                                    | |
| Császár Fülöp                | Besenczi Árpád         | 2004                   | 2751.-2752.                                              | Rendőr. |
| ifj. Kertész Ildikó          | Kovács Vivien          | 2004                   | 2753.-2754.                                              | |
| Kertész Bálint               | Gellért István         | 2004                   | 2753.-2754.                                              | Hegedűs Ernő és Magdi néni fia. Vilmos nevelt fia. Botond apja. Egyáltalán nem szerepelt a sorozatban, kivéve a 2004-es karácsonyi különleges epizódokat.                                             |
| Dóczy Ernő                   | Jászai László          | 2004                   | 2753.                                                    | Örökbefogadó pár, akik Zsuzsát akarták örökbe fogadni, de ő nem akarta. |
| Dóczy Júlia                  | Huszárik Kata          | 2004                   | 2753.                                                    | Örökbefogadó pár, akik Zsuzsát akarták örökbe fogadni, de ő nem akarta. |
| Farkas Stefánia              | Kristóf Katalin        | 2005                   | 2759.                                                    | Házaló, Ricsi beengedi Tildáékhoz. Miután egyedül marad, kirabolja Tildáékat és eltűnik. |
| Mányoki Benedek              | Hoffmann Gábor         | 2005                   | 2777.-2814.                                              | Noémi barátja. |
| Szigeti Alfréd               | Schnell Ádám           | 2005                   | 2818.-2863.                                              | Nyomozó. |
| Budaházi Artúr               | Kovács István          | 2005                   | 2853.-2914.                                              | Claudia ismerőse. |
| Kosaras Malvin               | Málnai Zsuzsa          | 2005                   | 2857.-2884.                                              | Orsi páciense. |
| Ökrös Jenő                   | Vastag Csaba           | 2005                   | 2890.-3211.                                              | Uzsorás, Kinga ellensége. |
| özv. Urai Elekné             | Timár Éva              | 2005                   | 2965.-2966.                                              | Claudia keres nála Liener festményt. |
| özv. Karádi Mihályné Rózsika | Pálos Zsuzsa           | 2005                   | 2966.                                                    | Urai Elekné nehezen halló szomszédja, Claudia keres nála festményt. |
| Fürst Edit                   | Benedekffy Katalin     | 2005                   | 3064.-3082.                                              | Géza futó kapcsolat béli barátnője, kapcsolatuk igencsak kalamajkásan kezdődik és végződik is. |
| Dárday Bendegúz              | Munkácsi Gábor         | 2005                   | 3164.-3188.                                              | Claudia szeretné Bendegúzt összehozni Zsófival, de Zsófi Vadász Ferit választja. |
| Hevesi Antal                 | Tálos József           | 2006                   | 3216.-3268.                                              | Pár alkalommal találkoznak Nórával. |
| Őri Gábor                    | Catanzáró Zoltán       | 2006                   | 3280.-3322.                                              | Biztonsági őr a motorboltnál. |
| Réz Anett                    | Kontha Nelli           | 2006                   | 3283.-3284.                                              | Zálogos. Magdiék náluk akarják eladni az "ezüst" étkészletüket. |
| Bonyhádi Ödön                | Nyári Oszkár           | 2006                   | 3297.-3366.                                              | Bár tulajdonos, nála hastáncol Orsi. |
| Fehér Erzsi                  | Papp Zsuzsa            | 2006                   | 3297.-3321.                                              | Felszolgáló Ödön bárjában. |
| Mátyus Gyöngyi               | Orosz Helga            | 2006                   | 3314.-3453.                                              | Színésznő, aki Kinga megbízására játssza el, hogy Ő Kinga anyja. |
| Kiss Attila                  | Sztarenki Pál          | 2006                   | 3323.-3339.                                              | Nyomozó. |
| Hoffmann Hajnalka            | Ruzics Andrea          | 2006                   | 3323.-3325.                                              | Mentős. |
| Dr. Szántó Patrik            | Ember Tibor            | 2006                   | 3325.-3348.                                              | Orvos, ő műtötte meg Tónit. |
| Kárpáti Hedvig               | Molnár Zsuzsa          | 2006                   | 3325.-3342.                                              | Főnővér. |
| Martin Lenke                 | Jónás Judit            | 2006                   | 3326.-3347.                                              | Ápolónő. |
| Mátyus Ede                   | Szerednyey Béla        | 2006                   | 3328.-3453.                                              | Gyöngyi férje és feleségével együtt Kinga kérésének megfelelően adja ki magát a lány apjának. |
| Palánky Lajos                | Kiss Péter             | 2006                   | 3298.-3344.                                              | Míra barátja és futtatója. Imitől zsarolja pénzt. |
| Bamberger Tibor              | Fogarasi Gábor         | 2006                   | 3350.-3359.                                              | Zsolt betörési ügyében nyomoz. |
| Harangozó Gyula              | Győri Péter            | 2006                   | 3354.-3397.                                              | Bartha Zsolt ügyvédje. |
| Perger István                | Fekete István          | 2006                   | 3366.-3367.                                              | Laci üzletfele. |
| Perger Judit                 | Tunyogi Bernadett      | 2006                   | 3366.-3367.                                              | Laci üzletfelének felesége. |
| Radnics Rózsa                | Tóth Judit             | 2006                   | 3369.-3383.                                              | Radnics Szabolcs és Babi anyja. |
| Radnics Endre                | Szersén Gyula          | 2006                   | 3369.-3383.                                              | Radnics Szabolcs és Babi apja. Könyvtár tulajdonos. Kölcsön ad egy nagyon ritka könyvet Zsófinak, viszont a lány véletlenül tönkre teszi azt.                                                         |
| Tikos Gábor                  | Tóth Richárd           | 2006                   | 3382.-3420.                                              | Újságíró, Radnics ellensége. |
| Matisfalvy Iván              | Besenczi Árpád         | 2006                   | 3392.-3453.                                              | Színész, akit Kinga felkér az anyai nagybátyja, Volasovszky Henrik megszemélyesítésére. |
| Krausz Árpád                 | Dányi Krisztián        | 2006                   | 3392.-3453.                                              | Színész, akit Kinga gyerekkori barátja, Nagy Sándor karaktere eljátszásával bíz meg. |
| Végh Hajnalka                | Székely Mendel Melinda | 2006                   | 3392.-3453.                                              | Színésznő, Kinga egyik álrokona. |
| Lezsák Tünde                 | Bárány Virág           | 2006                   | 3392.-3453.                                              | Színésznő, Kinga ál barátnője. |
| Volner Péter                 | Farkas Richárd         | 2006                   | 3394.-3429.                                              | Noémi táncpartnere. |
| Massimo Magni                | Szabados Péter         | 2006                   | 3397.-3398.                                              | Radnics Olasz ügyfele. |
| Nagy Frédi                   | Szigeti Péter          | 2006                   | 3397.-3399.                                              | Tóniék haverja. |
| Hamari Benedek               | Szűcs Krisztián        | 2006                   | 3398.-3401.                                              | Géza alvilági haverja, pisztolyt vásárol tőle, hogy megvédje magát Zsolttól. |
| Dr. Kerekes Fülöp            | Mendel György          | 2006                   | 3421.-3431.                                              | Háziorvos, megállapítja Nóra várandósságát. |
| Dr. Péreli Tiborc            | Szikra József          | 2006                   | 3430.                                                    | Nóra és Miklós válásán ő volt a bíró. |
| Szabó Jenci                  | Szokol Péter           | 2006                   | 3438.-3439.                                              | Sztriptíz táncos Kinga lánybúcsúján, színész. |
| Garami Ilona                 | Varjú Lívia            | 2006                   | 3469.-3494.                                              | Magdinak és Kingának kártyából jósol. |
| Ambrus Balázs                | Baranyi Péter          | 2006                   | 3497.-3516.                                              | A lelőtt Berényi Miklós ügyében nyomoz. |
| Czéh Dezső                   | Nagy Balázs            | 2006                   | 3497.-3516.                                              | A lelőtt Berényi Miklós ügyében nyomoz. |
| Berec Tamás                  | Mesterházy Gyula       | 2006                   | 3601.-3623.                                              | Rövid ideig Kinga barátja. |
| Keszthelyi Bertalan          | Schramek Géza          | 2006                   | 3643.-3664.                                              | Két hajléktalan, akik a szeméttelepen a lomok között megtalálják a Berényi gyerekek papírjait az árvaházi időkből.                                                                                    |
| Krausz Dezső                 | Varga Tamás            | 2006                   | 3643.-3664.                                              | Két hajléktalan, akik a szeméttelepen a lomok között megtalálják a Berényi gyerekek papírjait az árvaházi időkből.                                                                                    |
| Pintér Kitty                 | Berkes Alma            | 2006                   | 3651.-3686.                                              | Ricsi barátnője miután összevesznek Emmával. |
| Kovács Erika                 | Ladinek Judit          | 2006–2007              | 3663.-3749.                                              | Kollár Jani ismerkedik meg vele. |
| Kántor Olga                  | Bessenyei Emma         | 2007                   | 3707.-3744.                                              | Ápolónő volt a kórházban, ahol Claudia a lányát szülte. Segít Claudiának Juli nyomára bukkanni. |
| Zselezni Győző               | Baráth Attila          | 2007                   | 3907.-3947.                                              | Miklós üzletel vele. |
| Dr. Földesi Gusztáv          | Juhász Károly          | 2007                   | 3960.-3994.                                              | Claudia ügyvédje. |
| Horvát Barbara               | Márton Eszter          | 2007–2008              | 3962.-3987., 4106.-4128.                                 | Claudia cellatársa, amikor előzetesen fogva tartják Zsolt megmérgezése gyanújával. |
| Hetesi Margit                | Drahota Andrea         | 2007                   | 3970.                                                    | Szloboda Kristóf nagymamája. |
| Ugrics Gyula                 | Tóth Tamás             | 2007                   | 4021.-4085.                                              | Szeibert Erik nagyapja, akinek Erik Tildát mint barátnőjét mutatja be Flóra néven. |
| Fejtő Richárd                | Takács Géza            | 2007–2008              | 4102.-4193.                                              | Imi és Laci főnöke a nagy áruházban. Laci megütötte egy konfliktus miatt, feljelentést tett Laci ellen, amitől Noéminek köszönhetően végül elállt.                                                    |
| Dr. Tölgyesi Árpád           | Incze József           | 2007                   | 4110.-4116.                                              | Szívsebész, sikeresen átültette Tóni szívét. |
| Chrenkó Enikő                | Berhart Alexandra      | 2008                   | 4122.-4238.                                              | Szloboda Kristóf lakótársa. |
| Király Mária                 | Sebestyén Erika        | 2008–2009              | 4193.-4875.                                              | Alkalmanként a kis Timikére vigyáz. |
| Bánhidi Lajos                | Bodrogi Attila         | 2008, 2009, 2010, 2014 | 4194.-4575., 4724.-4898., 5136.-5169., 5418.-5427., 6760 | Claudia baráti körének tagja. |
| Pálos Helga                  | Kondákor Zsófia        | 2008, 2009             | 4313.-4427., 4667.-4778.                                 | Géza utasa, eltűnik és a taxiban ott hagyja kisfiát. |
| Pálos Döme                   | Gerő Botond            | 2008, 2009             | 4313.-4396., 4667.-4778.                                 | A magára maradt kisfiút Géza viszi haza. |
| Pálos Gyula                  | Kátai István           | 2008                   | 4406.-4416.                                              | Helga férje, elrabolja Kingát. |
| dr. Tantó Milán              | Kokas László           | 2008–2009              | 4533.-4679.                                              | Miklós orvosa. |
| Ármin Malvin                 | Csizmadia Gabriella    | 2009                   | 4648.-4680.                                              | Kórházi nővér. |
| Hopper Károly                | Baksa Imre             | 2009                   | 4672.-4707.                                              | Vanda barátja, amíg rá nem jön, hogy a lány kihasználta. |
| Galambos Róbert              | Fekete Zoltán          | 2009                   | 4804.-4806.                                              | Attila volt cégtársa. |
| Kántor Roland                | Beszterczey Attila     | 2009                   | 4818.-4841.                                              | Holman Valterral közös cellában ültek a börtönben. |
| Virginia nővér               | Esztergályos Cecília   | 2009                   | 4834.-4850.                                              | Apáca. |
| Dr. Némedi Emőke             | Szórádi Erika          | 2009                   | 4852.-4938.                                              | Dani pszichiátere. |
| Dr. Tömörkényi Endre         | Lengyel Gábor          | 2009                   | 4866.-4869.                                              | Valter ügyvédje. Ki tudta szabadítani Vili bácsit a bajból. |
| Szepesi Vivien               | Molnár Marietta        | 2009                   | 4892.-4930.                                              | Zsolt kibérelt prostituált nője. Botondot megakadályozza, hogy ne legyen Lindával, de a terv meghiúsult. Valterral is bepróbálkozott.                                                                 |
| Benedek atya                 | Szőke Pál              | 2009, 2010             | 4935.-4937., 5054.-5103.                                 | Pap. |
| Kövér Győző                  | Flaskay György         | 2009, 2011             | 4945., 4992., 5696.-5757.                                | Zsolt uzsorása. |
| Vári László                  | Kunga Péter            | 2009, 2010             | 4977.-4978., 5042.-5043.                                 | Pincér. |
| Varga Márton                 | Sztarenki Pál          | 2010                   | 5100.-5104.                                              | Rendőrszázados. |
| Dr. Szalai Kristóf           | Juhász György          | 2010                   | 5102.-5123.                                              | Zsolt ügyvédje. |
| Berze Patrícia               | Bíró Ica               | 2010                   | 5125.-5130.                                              | Escort ügynökség vezetője, Laci nála akar dolgozni, de sikertelenül jár. |
| Markó Rozália                | Nádasy Erika           | 2010, 2011             | 5216.-5225., 5519.-5525.                                 | Gyámügyi ügyintéző Jenes Balázs elhelyezési ügyében. |
| Lázár Gyula                  | Keresztesi Zoltán      | 2010                   | 5222.-5223.                                              | A Rózsa szakácsa, összeveszik Kingával és emiatt felmond. |
| Erdő Róbertné                | Csomor Ágnes           | 2010                   | 5282.-5290.                                              | Rendőrszázados. |
| Grun Alma                    | Tövispataki Beáta      | 2011                   | 5493.-5507.                                              | Géza barátnője rövid ideig. |
| Hajnal Gerda                 | Cserpes Laura          | 2011                   | 5600.-5642.                                              | Balázs német tanárnője. Miklóssal megtörtént egyéjszakás kalandja konfliktust szült és Gerda befejezte a korrepetálást.                                                                               |
| Gyulai Antal (Gyutacs)       | Zágoni Zsolt           | 2011                   | 5666.-5667.                                              | Bombát gyárt Zsolt kérésére. |
| Szatmári Gyula               | Szabó Endre            | 2011                   | 5701.-5770.                                              | Biztonsági őr. |
| Pinkert Edina                | Molnár Judit           | 2011                   | 5735.-5795.                                              | Ádám barátnője. |
| Nemes Izabella               | Wégner Judit           | 2011–2012, 2015        | 5888.-6168., 7369.-7381.                                 | Zsófi kiállításán megvásárol egy képet, amiről kiderül, hogy Oszkár festette. |
| Dienes Dénes                 | Balogh Gábor           | 2011–2012              | 5888.-5905.                                              | Újságíró. |
| Gulyás Bence                 | Láng Balázs            | 2011                   | 5890.-5917.                                              | Annak a szakértőnek a fia, aki régen felértékelte a Mátyás Király téri házat. Felbukkanásakor zsarolni próbálja a Berényi családot.                                                                   |
| Temesi Alajos                | Schramek Géza          | 2011–2012              | 5901.-5905.                                              | Hajléktalan. |
| Köles Rezső                  | Haagen Imre            | 2012                   | 5910.-5941.                                              | Földrajz tanár, KRESZ oktató. |
| Somogyi Mariann              | Jármai Zsófia          | 2012                   | 5970.-5974., 6273.-6310.                                 | Csaba barátnője. |
| Tóth Marica                  | Csombor Teréz          | 2013                   | 6602.-6611.                                              | Gabesz anyukája. |
| Kajatin Bálint               | Puskás Tivadar         | 2013–2014              | 6621.-6745                                               | Lacit készíti fel a Zsolt elleni bokszmérkőzésre. |
| Komlósi Gyula                | Major Zsolt            | 2013–2014              | 6704.-6838., 6937.-6938.                                 | Ékszerész, Claudia vele utazott el a Comói-tóhoz pihenni. |
| Rucskai Kálmán               | Tordy Géza             | 2013–2014              | 6718.-6854., 7009.-7010.                                 | Szőlőbirtokos, Zsófi és Miki nála tartják az esküvőjüket. |
| Klára nővér                  | Moór Marianna          | 2013–2014              | 6730.-6895.                                              | Apáca. |
| Bársony Dia                  | Fekete Fanni           | 2013–2014              | 6730.-6754.                                              | Szilágyi Oszkár barátnője. |
| Pákozdi Vera                 | Kuberkó Enikő          | 2013–2014              | 6738.-6769., 6962.-6963.                                 | Krisztián elhunyt katonatársának a szerelme. |
| Bambi                        | Török Anna             | 2014                   | 6876.-7030.                                              | Táncos lány a Baba bárban. |
| Sólyomkuthy Lipót            | Szőke Zoltán           | 2014                   | 6913.-6915.                                              | A szőlőbirtokon megtalált régi levelekben megelevenedő személyek. |
| Ambrus Mária                 | Kiss Ramóna            | 2014                   | 6913.-6915.                                              | A szőlőbirtokon megtalált régi levelekben megelevenedő személyek. |
| Bardi Árpád                  | Kiss Ernő Zsolt        | 2014                   | 6913.-6914.                                              | A szőlőbirtokon megtalált régi levelekben megelevenedő személyek. |
| Vida Szilárd                 | Gerő Soma              | 2014                   | 7170.                                                    | Vida Rudi fiai. |
| Vida Vendel                  | László Barnabás        | 2014                   | 7170.                                                    | Vida Rudi fiai. |
| Vida Réka                    | Berta Klaudia          | 2014                   | 7172.                                                    | Rudi volt felesége. |
| Andrea Inserra               | Michele Sita           | 2014                   | 7173.-7178.                                              | Nyelvtanár, Julit tanítja olaszul. |
| Korlay János                 | Linka Péter            | 2014, 2015             | 7182.-7224., 7523.-7526.                                 | Kertész Móni nős barátja, tőle vár babát. |
| Gerbert Melinda              | Krassi Renáta          | 2014–2015              | 7216.-7244.                                              | Attila régi munkatársa. |
| Gerbert Lukács               | Kiss Krisztofer        | 2015                   | 7241.-7244.                                              | Melinda fia. |
| Pipó Brunó                   | Császár Roland         | 2015                   | 7255.-7438.                                              | Timi barátja. |
| Kormos Erika                 | Györfi Laura           | 2015                   | 7300.-                                                   | Alkalmazott a Fittlaborban. |
| Bak Szilárd                  | Bakó Máté              | 2015                   | 7321.-7333.                                              | Konkurens edzőteremnél dolgozik. |
| Sas Rafael                   | Róbert Gábor           | 2015                   | 7489.-7491.                                              | Nyomozó. |
| Endrődi Renáta               | Pető Zsófia            | 2015, 2016             | 7672.-7702., 7753.-7768.                                 | Attila és Juli bejárónője rövid ideig. |
| Kasznár Emil                 | Mészáros Máté          | 2016                   | 7722.-                                                   | Schneider Róbert halála ügyében eljáró nyomozó. |
| Haller Andor                 | Lengyel Ferenc         | 2016                   | 7736.-7811.                                              | |
| Salamon Zsolt                | Kerekes József         | 2016                   | 7761.-                                                   | Becenevén Sas, Bartha Zsolt cellatársa. |
| ifj. Berényi Zoltán          | ifj. Szőke Zoltán      | 2018                   |                                                          | Érdekesség, hogy Zoltán kamasz énjét Szőke Zoltán nagyobbik fia, ifj. Szőke Zoltán alakította. |
| ifj. Berényi András          | Kárpáti András         | 2018                   |                                                          | Érdekesség, hogy András kamasz énjét R. Kárpáti Péter fia, Kárpáti András alakította. |
| ifj. Berényi Miklós          | Szőke Bence            | 2018, 2019             |                                                          | Érdekesség, hogy Miklós kamasz énjét Szőke Zoltán fia, Szőke Bence alakította. |
| ifj. Balogh Nóra             | Lendvai Anna           | 2018, 2019             |                                                          | Érdekesség, hogy Nóra kamasz énjét Varga Izabella nagyobbik lánya, Lendvai Anna alakította. |
| ifj. Novák László            | Holló Bence            | 2018                   |                                                          | |
| ifj. Lovas Károly            | Rézműves Roland        | 2018                   |                                                          | |
| Günther Zwetschgenhoff       | Berzsenyi Zoltán       | 2020                   | 9874.-9876.                                              | A Trinitász Kft. német ügyfele, akivel Bözsi néni tárgyal Claudiának kiadva magát. |
| Farkas Tamara                | Koós Réka              | 2020                   | 9896.-9914.                                              | Tanár. Levente vetélytársa az igazgatóválasztáson. |
| Básti Anna                   | Polgár Ildikó          | 2020                   | 9934.-9956.                                              | Üzletasszony. |
| Szalay Ivett                 | Veréb-Tóth Krisztina   | 2020                   | 9981.                                                    | Panni osztályfőnöke. |
| dr. Farkas Gyöngyvér         | Marjai Virág           | 2020                   | 10105.-10120.                                            | |

## Különleges szereplők
Olyan nem színész szereplők, akik részben önmagukat alakították a sorozatban néhány epizód erejéig.
| Személy              | Karakter                       | Megjelenés       | Rész                      |
| -------------------- | ------------------------------ | ---------------- | ------------------------- |
| Aradszky László      | Lengyel Bálint                 | 2004             | 2752.-2753.               |
| Dombóvári István     | Csák Marci                     | 2021             | 10421.                    |
| Dukai Regina         | Önmaga                         | 2007             | 3714.                     |
| Erős Antónia         | Önmaga                         | 2007, 2012, 2014 | 3849.-3850., 6004., 7084. |
| Fehér István         | Önmaga                         | 2015             | 7501.-7502.               |
| Garami Gábor         | Kordás Gábor                   | 2000             | 668.-669.                 |
| Garamvölgyi László   | Molnár János ezredes           | 1999             | 503.-530.                 |
| Geszler Dorottya     | Módos Mercédesz                | 1999             | 254.-264.                 |
| Gönczi Gábor         | Önmaga                         | 2014             | 6850.                     |
| Gyurta Dániel        | Önmaga                         | 2005             | 2918.-2928.               |
| Horváth Éva          | Önmaga                         | 2006             | 3600.-3605.               |
| Istenes Bence        | Bence, beszállító              | 2021             | 10452.                    |
| Jáksó László         | Önmaga                         | 2014             | 6858.-6860.               |
| Kótai Mihály         | Önmaga                         | 2003             | 2125.                     |
| Kotroczó Róbert      | Tóth-Kis Zoltán szóvivő        | 2021             | 10437.                    |
| Kovács István (Kokó) | Tolnai György                  | 1999             | 302.-318.                 |
| L. L. Junior         | Mentőorvos                     | 1999             | 211.                      |
| Lola                 | Önmaga                         | 2006             | 3298.-3306.               |
| Molnár Tamás         | Önmaga                         | 2012             | 6113.                     |
| Rakonczai Imre       | Önmaga                         | 1999             | 335.-347.                 |
| Rakonczai Viktor     | Önmaga                         | 1999             | 335.-347.                 |
| Rába Tímea           | Nyitrai Daniella               | 2000             | 772.-775.                 |
| Rácz Gergő           | Önmaga                         | 1999             | 335.-347.                 |
| Rózsa György         | Önmaga                         | 2014             | 7038.                     |
| Sütő Enikő           | Baranyai Ilona                 | 2003             | 2097.                     |
| Szellő István        | Önmaga                         | 2000, 2008, 2018 | 840.                      |
| Vágó István          | Önmaga                         | 2001, 2002       | 1339., 1385.-1387.        |
| Varga Ferenc József  | Gosztonyi Zsolt rendőrszázados | 2001             | 1346.-1347.               |
| Vastag Csaba         | Ökrös Jenő / Önmaga            | 2005., 2015.     | 2890.-3211., 7234.-7238.  |

- Jeromos atya – Bálint Péter
- Kázmér Alexandra – Annoni Zita (2020)
- Lajtha Lajos – Kollárik Péter
- Sonny – Varga Balázs (2017, 2020)
- Wéber Iván – Okos Gábor
- Harune Azumi – önmaga
- Iszak Eszter– önmaga (2020)

## Állatszereplők
- Anasztázia: Stella macskája.
- Berci: Szénási Judit tanárnő kutyája, többnyire Bandika, Emma, Dani és Ricsi sétáltatta. A valódi gazdája a sorozat akkori producere, Kalamár Tamás volt.
- Berlioz: Kornyai Emília "Kóró" első macskája, akit Miklós és Laci bosszúból elraboltak, mert az asszony megtiltotta a karácsonyi ünneplést.
- Cékla: Gergő kutyája.
- Cica: Tilda és Pali talált rá, végül visszakerült a gazdájához.
- Csibész: Kamilla hörcsöge.
- Chopin: Kóró második macskája, akit  Novák Lacitól kap ajándékba, mikor meglátogatja az immár idős hölgyet.
- Cuki: Bözsiék kutyája.
- Getrúd: Vanda hala, Peti megette.
- Merlin: Krisztián kutyája volt, amit néhai katonatársa hagyott rá, majd  a férfi özvegyéhez került.
- Mici: Peti macskája, Linda allergiás volt rá.
- Zigi: Ricsi házipatkánya
- Zsömi: Elszökött a gazdájától és Claudia elütötte. Miután meggyógyult Katához és Gyurihoz került egészen addig, amíg a gazdája rá nem talált.